# Стихотворения Иосифа Сталина

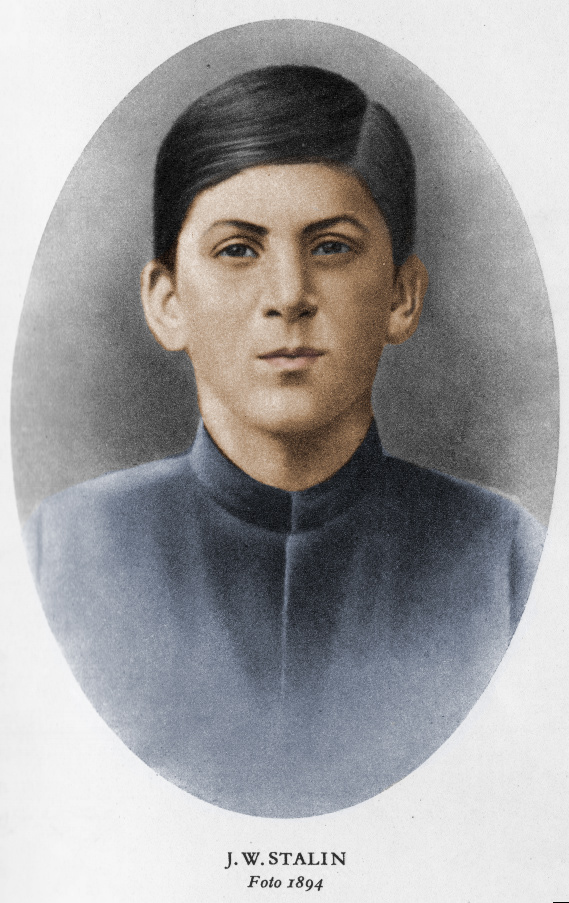
Иосиф Джугашвили — ученик Тифлисской духовной семинарии в 1894 году

Обычно к поэтическому творчеству Иосифа Виссарионовича Сталина относят шесть опубликованных в 1895 и 1896 годах в грузинской прессе небольших стихотворений. Высказывались предположения, что оно продолжалось вплоть до 1930-х годов (и даже до начала 1950-х годов). В частности, он, возможно, приложил руку к редактированию перевода и к изданию эпической поэмы грузинского поэта XII века Шота Руставели «Витязь в тигровой шкуре» на русский язык. Сам Сталин никогда публично не признавал авторство приписывавшихся ему стихов, однако в советский период его деятельности они публиковались на грузинском языке, предпринимались попытки их перевода и публикации на русском языке. На всю жизнь Сталин сохранил интерес к поэзии.
К 2023 году существуют уже несколько изданий различных русских переводов сталинских стихотворений. Среди них: «Сталин И. В.: Стихи. Переписка с матерью и родными» (2005, и ещё четыре издания этой книги), «Мой сын Иосиф Сталин» (2013, эта книга также содержит записи бесед с матерью — Екатериной Джугашвили), XVII том «Собрания сочинений» Иосифа Сталина, вышедший в 2004 году. Британский литературовед, профессор русской и грузинской литературы Колледжа королевы Марии Лондонского университета Дональд Рейфилд перевёл стихотворения Сталина на английский язык. В 1999 году появился научный перевод стихотворений на итальянский язык, сделанный крупным учёным-ориенталистом Джанроберто Скарчиа. В 2019 году аспирант факультета исторических и географических исследований Университета Палермо и выпускник факультета современной литературы в Университете Реджо-ди-Калабрии Франческо Беннардо в книге «Дьявол и Художник. Страсть к искусству у молодых Муссолини, Сталина, Гитлера» вновь представил итальянским читателям переводы стихотворений Иосифа Джугашвили и свои комментарии к ним.
Стихотворениям Сталина посвящено большое число научных и научно-популярных публикаций. Обладатель докторской степени по советской истории, научный сотрудник Гуверовского института при Стэнфордском университете Роберт Конквест в монографии «Сталин: Сокрушитель народов» подверг критике попытку отказать Иосифу Сталину в авторстве стихотворений. Существуют разнообразные и часто противоречащие друг другу оценки художественных достоинств стихотворений Сталина, называются различные источники его поэтических образов. Так, например, кандидат филологических наук Евгений Добренко указывал, что, рассказывая об увлечении юного Сталина поэзией, биографы воспринимают этот факт как свидетельство свойственного ему в юности романтизма и даже увлечения ницшеанством. Дональд Рейфилд утверждал, что шесть стихотворений Сталина следуют персидским традициям, в которых строил свои поэтические опыты царь Кахетии и Картли Теймураз I. Стихотворения Сталина, по мнению учёного, интересны как предсказание его «будущей паранойи». Сталин не мог равняться с выдающимися советскими поэтами, но, правя переводы произведений грузинской литературы на русский язык, сценарии фильмов и советский гимн, он доказал, что был «блестящим редактором текста».

## Количество изданных стихотворений Сталина и их публикация

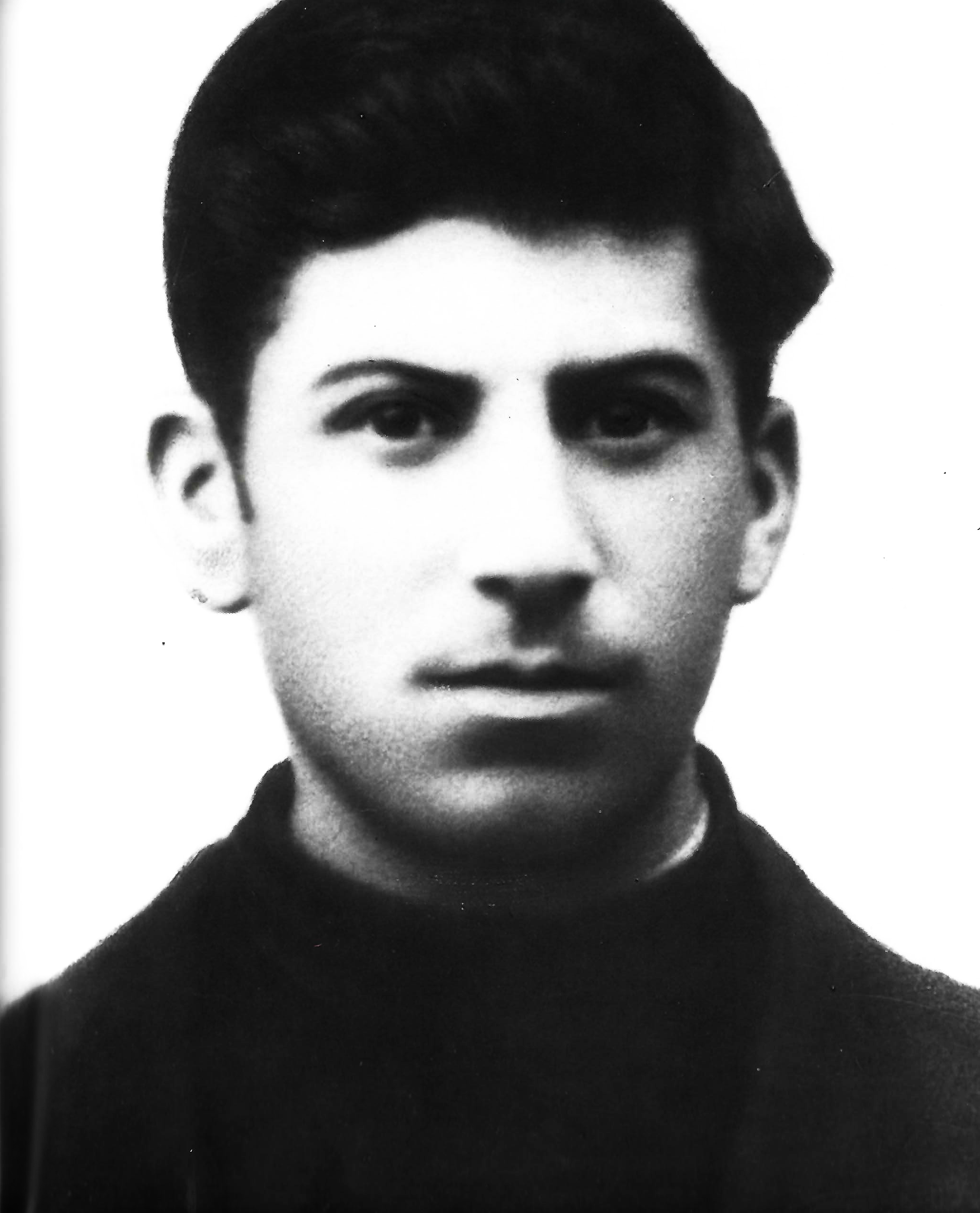
Иосиф Джугашвили на рубеже 1880-х и 1890-х годов

Два друга детства Иосифа Джугашвили утверждали, что любовь к поэзии и поэтический дар были у него ещё в самые ранние годы. Среди товарищей Сосо считался хорошим стихотворцем. «Сочинённые им „шаири“ помнят по сей день те, кому в своё время довелось их слышать», — утверждал Давид Папиташвили. Другой друг детства Сталина Александр Цихитатришвили также сообщал о произнесении маленьким Иосифом «шаири».
Кандидат исторических наук Игорь Курляндский приводил свидетельства друзей детства Иосифа Джугашвили, в которых упоминаются различные игры сверстников. В одной из игр его «избирали» «царём», что позволяло ему отдавать распоряжения своим «визирям». Вспоминая эти распоряжения, мемуарист утверждал, что дети «гордо шагали по площади», а какой-то мальчик «декламировал стихи» или «исполнял какое-нибудь физкультурное „упражнение“». Курляндский, оценивая степень достоверности подобных сообщений, писал, например: «Пётр Капанадзе приписывает своему товарищу руководящую роль во всех детских играх, что, конечно, является искажением мемуариста, стремившегося в духе „сталиноведения“ 1940-х гг. показать, что и в детстве вождь был якобы не обычным мальчиком, а прирождённым лидером всегда и во всём». В то же время, показывая, что отдельные элементы свидетельств могут быть вполне правдивы, автор исследования отмечал: «В характеристиках юного Сталина почти не встречается такое качество, как доброта, но отмечаются смелость, твёрдость воли и настойчивость в достижении цели и даже „верность товарищескому долгу“».

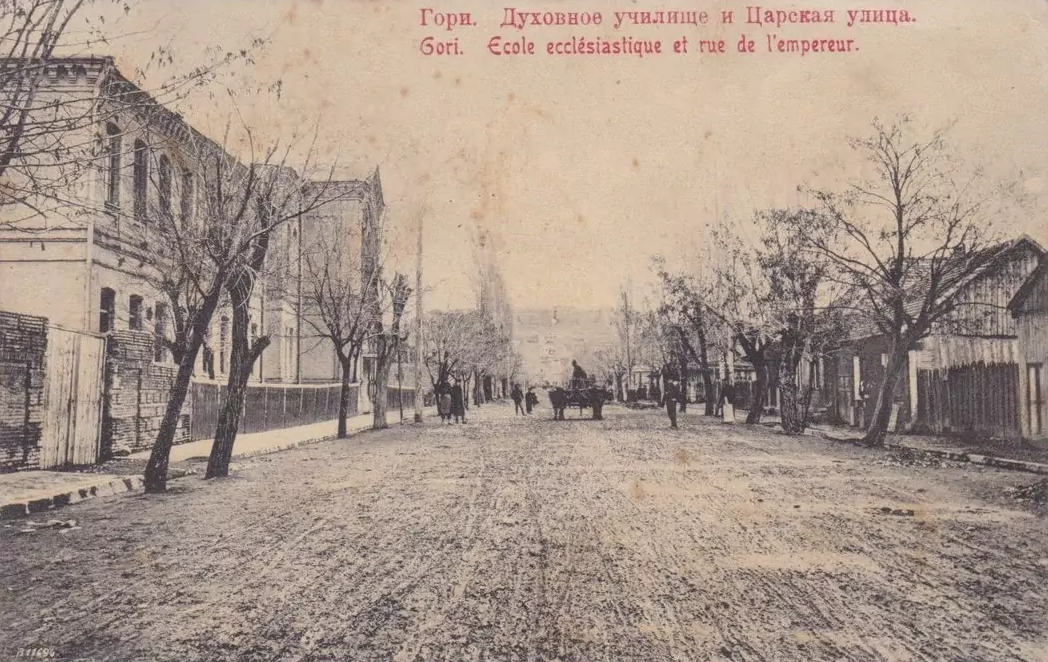
Духовное училище в Гори, 1913—1914

Друг юности Джугашвили Георгий Елисабедашвили рассказывал в воспоминаниях о том, что семинарист «часто писал экспромтом и товарищам отвечал стихами». В подтверждение этого факта он приводил письмо-стихотворение, написанное Сталиным в 1894 году. Доктор философских наук Евгений Громов на основе анализа воспоминаний сокурсников Джугашвили делал вывод, что юноша начал сочинять стихи ещё во время обучения в Горийском духовном училище. Его друзья, также занимавшиеся сочинительством, «друг друга поощряли к своего рода соревнованию». Соученик Джугашвили по семинарии Васо Хаханашвили сообщал в воспоминаниях, что Иосиф читал свои стихи вслух семинарским товарищам: «У меня до сих пор звучит в ушах его красивый и звучный стих».
Доктор исторических наук Александр Островский на основе неопубликованных документов (Российский государственный архив социально-политической истории. Ф. 71. Оп. 10. Д. 266. Л.. 7–9) описывал детали посещения Сталиным редакции газеты «Иверия». Окончив первый класс семинарии, Джугашвили на время покидал Тифлис. Накануне отъезда юный поэт пришёл в редакцию газеты и принёс свои стихи. Его принял главный редактор — поэт и писатель князь Илья Чавчавадзе. Он высоко оценил стихи начинающего поэта и направил Джугашвили к секретарю редакции Григорию Кипшидзе. Именно Кипшидзе отобрал пять стихотворений среди принесённых юношей для публикации. Стихотворение же «Старец Ниника» было напечатано в следующем году — в социал-демократической газете «Квали», которую издавал поэт и публицист Георгий Церетели.
Председатель Совета народных комиссаров СССР в 1930—1941 годах Вячеслав Молотов в интервью 8 января 1974 года утверждал: «Сталин писал стихи до семнадцати лет. Это, когда все пишут стихи — так полагается». Стихи эти Молотов оценивал как «хорошие».
Доктор исторических наук Борис Илизаров писал: «Неизвестно, продолжал ли он „грешить“ и в зрелые годы писанием стихов, но, без сомнения, как большинство романтичных людей, не имеющих серьёзного поэтического дара, он остался на всю жизнь ценителем поэзии, художественной литературы, знатоком стиля».

Илья Чавчавадзе — главный редактор газеты «Иверия», где были опубликованы пять стихотворений Иосифа Джугашвили

Обычно к творчеству Сталина относят шесть опубликованных в конце XIX века в грузинской прессе стихотворений: «Утро», «Луне», «К Р. Эристави» («Когда крестьянской горькой долей…»), «Ходил он от дома к дому…», «Когда луна своим сияньем…», «Старец Ниника». Н. Николайшвили, первым опубликовавший в советской прессе информацию о них, утверждал, что только два из первых пяти имели названия, данные автором для первой публикации: «Утро» и «К Р. Эристави», остальные названия не имели. 

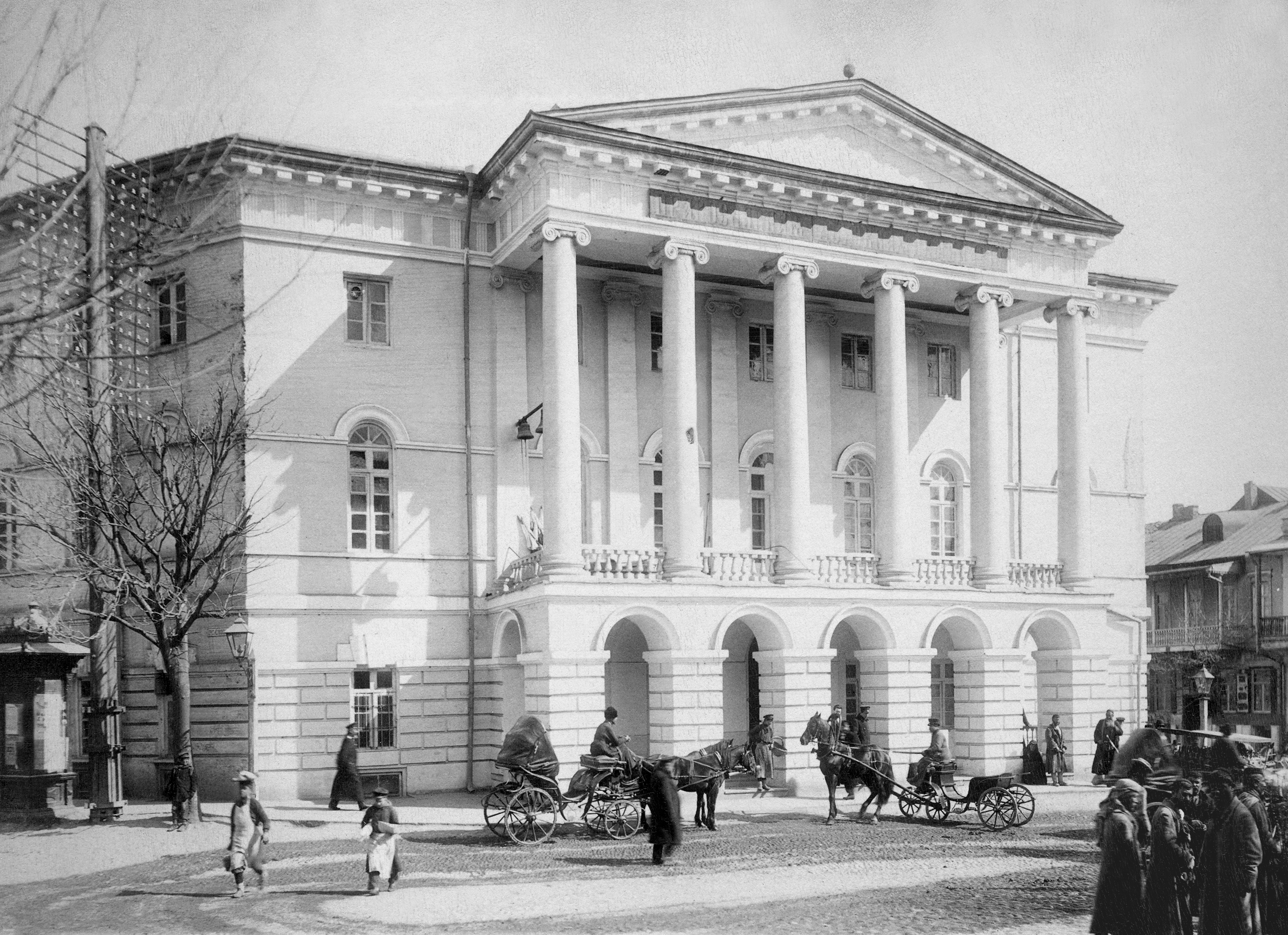
Здание Тифлисской духовной семинарии, в котором учился Иосиф Джугашвили

Доктор философии по истории, специализирующийся на истории Российской империи и СССР, Саймон Себаг-Монтефиоре задавался вопросом: «Почему он [Сталин] перестал писать [стихи]?» Английский историк допускал различные ответы на этот вопрос, но среди них, по его мнению, должен был быть обязательно один — будучи одарённым поэтом, Джугашвили считал своим призванием революционную деятельность, и «марксизм должен был стать его религией и его поэзией». Он собирался стать государственным деятелем всероссийского и международного масштаба, в то время как его поэзия принадлежала маленькой имперской провинции и была создана на малоизвестном языке. Позже он сказал другу: «Я потерял интерес к стихосложению, так как это требует полного внимания и чертовски много терпения. И в те дни я был как ртуть». Близкую точку зрения высказывал и доктор философских наук Евгений Громов, считавший, что сознание юноши не могло вместить одновременно марксизм и поэзию. Другим возможным мотивом отказа от поэтического творчества он называл то, что если прежде Джугашвили ощущал себя в первую очередь грузином, то по мере взросления он стал чувствовать себя «гражданином огромной империи».
Кандидат исторических наук Миклош Кун затруднялся назвать причину отказа Иосифа Джугашвили от сочинения стихов. Он писал, что, не зная грузинского языка, трудно судить, было ли причиной осознание автором своего дилетантизма, или это произошло из-за того, что «музы лишь ненадолго улыбнулись ему».
Сталин никогда публично не признавал авторство приписывавшихся ему стихов. В 1949 году к официальному празднованию 70-летию Сталина член Политбюро ЦК КПСС Лаврентий Берия поручил лучшим переводчикам, в том числе Борису Пастернаку и Арсению Тарковскому, подготовить подарочное русское издание стихотворений. Им не сказали, кто автор, но один из поэтов оценил их как достойные Сталинской премии первой степени, правда, Саймон Себаг-Монтефиоре предполагал, что, вероятно, он догадался о личности их автора. Неожиданно работа была прекращена. Саймон Себаг-Монтефиоре утверждал, что Сталин хотел, чтобы история запомнила его как лидера революции и руководителя советского государства, а не как поэта-подростка из Грузии. Несколько по-иному эти события излагает кандидат исторических наук Миклош Кун. Со слов переводчика Семёна Липкина, во второй половине 1940-х годов несколько известных поэтов и переводчиков начали работу, используя дословный перевод. Некий партийный руководитель быстро остановил публикацию, «которая обещала стать сенсацией». Доктор исторических наук, главный специалист Государственного архива Российской Федерации Олег Хлевнюк писал, что после того, как Сталин превратился в вождя партии, его стихотворения были переведены на русский язык, но в «Собрание сочинений» Сталина они не попали. Хлевнюк не сомневался, что государственный деятель понимал, как с образом выдающегося революционера не вязались «наивные и невыдающиеся строки», написанные им в молодости.
Профессор кафедры мировой литературы и культуры МГИМО Дмитрий Быков в книге «Борис Пастернак» (2007) воспринимал историю о попытке публикации книги стихов Сталина в 1939 году (у Быкова стоит именно этот год, а не 1949) и роли Бориса Пастернака в ней исключительно как апокриф. В изложении Быкова, в соответствии с этим апокрифом, Сталин лично показал Пастернаку некую подборку стихотворений в русских переводах и спросил его мнение о стихах. Пастернак якобы сказал, что стихи посредственные. Тогда Сталин запретил публикацию. По другой версии, также переданной Быковым, рукописи переводов были доставлены Пастернаку на дом, а Сталин в телефонном разговоре сообщил ему, что это — стихи друга. Позже Сталин позвонил ещё раз, и Пастернак якобы сказал: «Если у вашего друга есть какое-то другое занятие, пусть он лучше сосредоточится на нём». Быков даже не упоминает версии, что Пастернак был переводчиком стихов Сталина. В качестве аргументов в поддержку апокрифичности приведённой им истории Быков выдвигает два тезиса:
- Сталин не стал бы с кем-то советоваться о художественных достоинствах своих сочинений;
- Сталин, вероятно, отказался от издания своих стихов из-за воспоминаний о своей молодости — тогда он «ещё не был сверхчеловеком», поэтому в его новый образ та эпоха не вписывалась.

Профессор русской и грузинской литературы Колледжа королевы Марии Лондонского университета Дональд Рейфилд отмечал, что, хотя Сталин не признавал своего авторства стихов, он и не отрёкся от своих творений, когда два из них были переведены на русский язык (перевод исследователь приписывал поэту Борису Серебрякову, Борис Пастернак якобы отказался от этого поручения). Рейфилд высказывал догадку, что диктатор «чувствовал неадекватность своего обращения со словами или слабость в самораскрытии». С точки зрения литературоведа, это предположение объясняет и отношение к своим литературным опусам Наполеона Бонапарта, а также к своим картинам Адольфа Гитлера.
К 2023 году существовало несколько изданий русских переводов сталинских стихотворений. Среди них: «Сталин И. В.: Стихи. Переписка с матерью и родными» (2005 и ещё четыре более поздних издания этой книги), книга воспоминаний Екатерины Джугашвили и её переписки с сыном «Мой сын — Иосиф Сталин» (2013), XVII том «Собрания сочинений» Иосифа Сталина, вышедший в 2004 году (кроме перевода неизвестного автора, используемого чаще всего в публикациях, там также приведён перевод одного из стихотворений Сталина, принадлежащий советскому поэту Феликсу Чуеву, а также ещё один анонимный архивный перевод другого стихотворения (РГАСПИ, Ф. 558. Оп. 4. Д. 669. Л. 46—47), перевод Дали Ивериели в издании «Литературная деятельность Иосифа Сталина» 2017 года, перевод Льва Котюкова в его статье «Забытый поэт Иосиф Сталин».
Доктор философии Дональд Рейфилд перевёл стихотворения Сталина на английский язык. В 1999 году появился научный перевод стихотворений на итальянский язык, сделанный крупным учёным-ориенталистом Джанроберто Скарчиа. Рядом с каждым стихотворением был размещён грузинский оригинал. Скарчиа обращал внимание своих будущих читателей, что является по основной специальности иранистом и находится в большом долгу перед Дональдом Рейфилдом, который обратил внимание на многочисленные персидские мотивы в тексте стихотворений Джугашвили. При переводе Скарчиа воспользовался помощью специалиста по грузинской литературе — профессора отделения американистики, славистики и испанистики Университета Ка' Фоскари Луиджи Магаротто.
В 2019 году аспирант факультета исторических и географических исследований Университета Палермо и выпускник факультета современной литературы в Университете Реджо-ди-Калабрии Франческо Беннардо выпустил книгу «Дьявол и Художник. Страсть к искусству у молодых Муссолини, Сталина, Гитлера». В ней он представил переводы на итальянский язык стихотворений Иосифа Джугашвили и комментарии к ним. Предисловие к книге написал научный руководитель Школы высшего образования при Институте философских исследований в Неаполе Клаудио Бадано.

## Характеристика стихотворений

### Хронология сочинения стихотворений
Дональд Рейфилд считал наиболее ранним стихотворением Джугашвили (независимо от даты публикации в газете, которая не совпадала с датой сочинения) стихотворение «Утро». Он даже писал, что следующие по времени сочинения стихотворения отходят от изображения реального мира (как это было в наиболее раннем) к изображению внутреннего мира лирического героя. Следующие три по времени появления для Рейфилда последовательно: «Луне», «Когда луна своим сияньем…» и «Ходил он от дома к дому…». В этих трёх стихотворениях он отмечал присутствие образа Луны (англ. «They are all moonstruck»). После этого, с точки зрения Рейфилда, Сталин сочинил «К Р. Эристави» и «Старец Ниника». Оба они посвящены старикам. Стихотворение «Старец Ниника» британец считал лучшим среди сохранившихся образцов поэтического творчества будущего диктатора.

### «Утро»
Раскрылся розовый бутон,

Прильнул к фиалке голубой,

И, лёгким ветром пробуждён,

Склонился ландыш над травой.

Пел жаворонок в синеве,

Взлетая выше облаков,

И сладкозвучный соловей

Пел детям песню из кустов:

«Цвети, о Грузия моя!

Пусть мир царит в родном краю!

А вы учёбою, друзья,

Прославьте Родину свою!»
ვარდს გაეფურჩქნა კოკორი,

გადაჰხვეოდა იასა,

ზამბახსაც გაჰღვიძებოდა

და თავს უხრიდა ნიავსა.

ტოროლა მაღლა ღრუბლებში

წკრიალ-წკრიალით ჰგალობდა,

ბულბულიც, გრძნობით აღვსილი,

ნაზის ხმით ამას ამბობდა:

„აჰყვავდი ტურფა ქვეყანავ,

ილხინე, ივერთ მხარეო,

და შენც, ქართველო, სწავლითა

სამშობლო გაახარეო!“

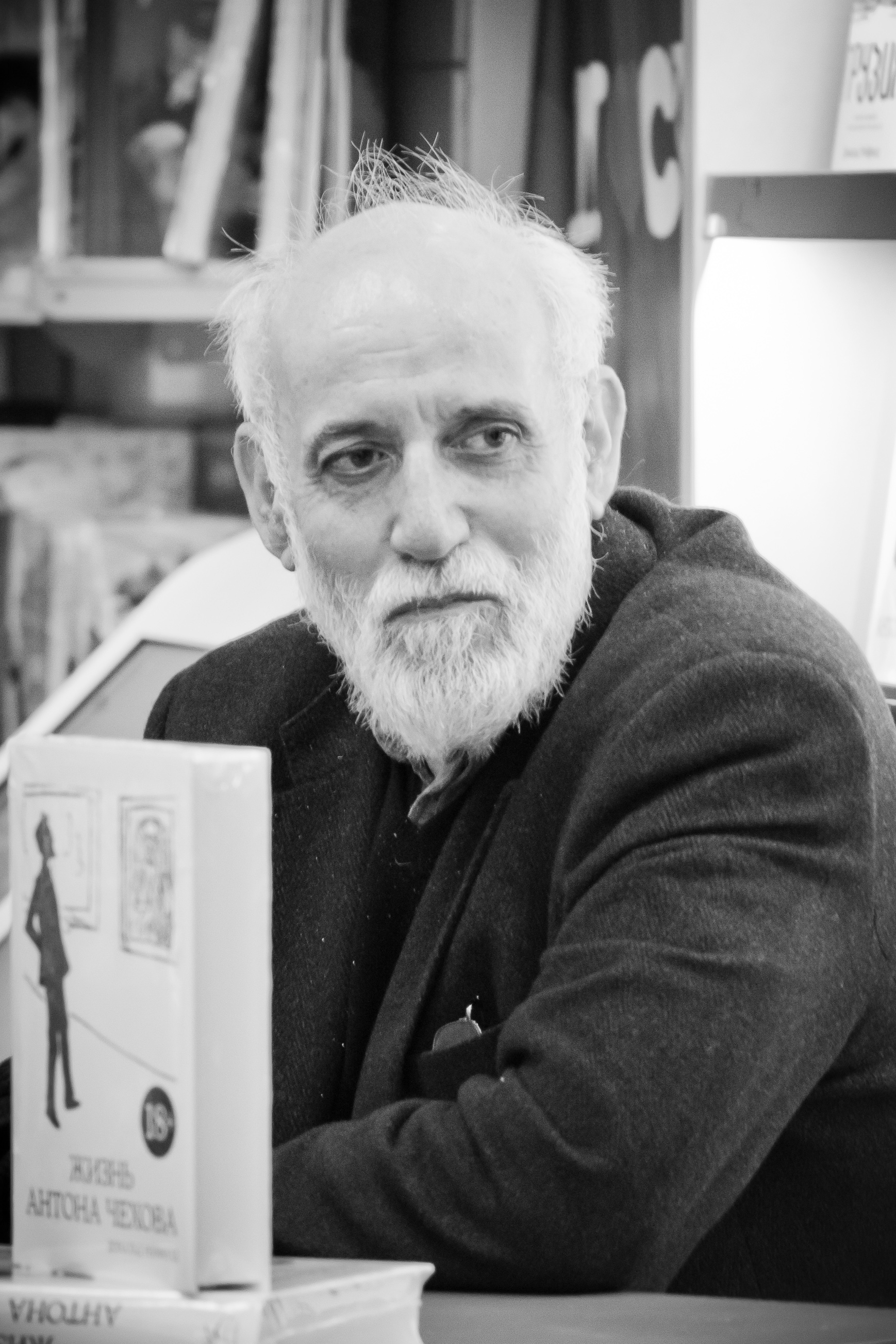
Дональд Рейфилд в 2017 году

Это стихотворение подписано в газетной публикации: «И. Дж-швили» (груз. «ი. ჯ—შვილი»). Дональд Рейфилд писал, что «Утро» может показаться не слишком привлекательным современному западному читателю. Причина этого — грузинская поэзия XIX века смешивала элементы персидской поэзии (у Сталина — это розы и соловьи) с византийскими (гимнический характер стихов Джугашвили), а элементы романтизма (национальный пафос у Сталина) с «русским „гражданским“ утилитаризмом» (выражен в прямом обращении автора к читателю). Рейфилд называл такое сочетание мейнстримом, за рамками которого стояли только «один или два национальных гения», но юный автор творил в соответствии с основным направлением в грузинской поэзии. Исследователь отмечал у автора поэтическую образность и компетентность в области ритмики, знание «традиционной символики флоры и фауны», а также умелое соединение прогрессивности и безобидности. 
Антология грузинских стихов для детей «Родная речь» (груз. «დედა ენა») включила стихотворение Сталина «Утро» в издание 1916 года. В новых изданиях этой антологии оно оставалось (иногда оно приписывалось Сталину, а иногда — нет) вплоть до эпохи пребывания у власти Леонида Брежнева. Дональд Рейфилд уточнял, что антология была создана в 1876 году грузинским педагогом Яковом Гогебашвили и ежегодно пополнялась за счёт новых образцов грузинской словесности. После его смерти в 1912 году новый составитель продолжал пополнение антологии вплоть до 1916 года (именно в этом году здесь появилось стихотворение Сталина), затем объём антологии начал сокращаться. Только в 1957 году находившаяся под стихотворением длительное время подпись «Сосело» (уменьшительная форма от имени Иосиф) была удалена. При Никите Хрущёве стихотворение печаталось без имени автора, но при Брежневе оно вновь получило подпись «Сосело» со сноской, указывающей дату рождения Сталина / Джугашвили и сообщавшей, что стихотворение было написано и впервые опубликовано, когда автору было пятнадцать лет. Как свидетельство популярности стихотворения «Утро» Рейфилд называл включение в состав республиканского гимна Грузинской Советской Социалистической Республики его фрагмента. Высокую оценку Саймона Себага-Монтефиоре получило в этом стихотворении соединение персидских, византийских и грузинских художественных образов, а также «утончённость и чистота ритма и языка».
Квинтэссенцией сталинской поэзии Евгений Добренко считал именно стихотворение «Утро», которое, по мнению исследователя, состоит из двух частей. Они утрированно выражают два основных начала творчества молодого семинариста — «романтическую метафорику и нравоучительно-патриотическую дидактику». Добренко указывал, что если заменить «буколистический пейзаж на индустриальный, детей — на пионеров, а соловья… — на ветерана революции», то в итоге выйдет будущая «советская детская поэзия».
Директор Института исторических исследований Айзенберга Рональд Григор Суни так толковал смысл стихотворения «Утро»: как русские интеллигенты испытывали чувство долга по отношению к простым людям, так и в этом юношеском стихотворении Сталина дело просвещения было служением своей Родине. Мир не может быть оставлен в нищете, но должен быть изменён к лучшему благодаря образованию и национальной культуре. Франческо Беннардо же сопоставлял это стихотворение с письмом, которое в 1915 году Сталин направил из ссылки своей будущей свекрови Ольге Аллилуевой, отмечая его желание жить в согласии с природой: «Я буду доволен и тем, если время от времени будете присылать открытые письма с видами природы и прочее. В этом проклятом крае природа скудна до безобразия — летом река, зимой снег, это всё, что даёт здесь природа, — и я до глупости истосковался по видам природы хотя бы на бумаге».
Французский историк Жан-Жак Мари утверждал, что «Утро», изданное в 1912 году в Тифлисе в грузинском учебнике (двойная ошибка историка: не 1912, а 1916, и не учебник, а антология для детей), было проиллюстрировано рисунком, изображающим цветок, дятла и соловья. Оно воспевает природу Грузии и завершается четырёхстишием в патриотическом духе. Стихотворение «Утро», по мнению профессора русской истории в Оксфордском университете Роберта Джона Сервиса, было трогательным произведением, написанным в стиле романтизма, который тогда был принят в грузинских литературных кругах.

### «Луне»
Плыви, как прежде, неустанно

Над скрытой тучами землёй,

Своим серебряным сияньем

Развей тумана мрак густой.

К земле, раскинувшейся сонно,

С улыбкой нежною склонись,

Пой колыбельную Казбеку,

Чьи льды к тебе стремятся ввысь.

Но твердо знай, кто был однажды

Повергнут в прах и угнетён,

Ещё сравняется с Мтацминдой,

Своей надеждой окрылён.

Сияй на тёмном небосводе,

Лучами бледными играй

И, как бывало, ровным светом

Ты озари мне отчий край.

Я грудь свою тебе раскрою,

Навстречу руку протяну

И снова с трепетом душевным

Увижу светлую луну.
იარე დაუღალავად,

თავი ნუ ჩაგიკიდია,

გაჰფანტე ნისლი ღრუბლების,

უფლის განგება დიდია.

ნაზად შესცინე ქვეყანას

შენ ფეხ-ქვეშ გადაჭიმულსა;

მყინვარს დამღერე ნანინა,

ზეციდან გადმოკიდულსა.

კარგად იცოდე, რომ ერთხელ

ძირს დაცემული, ჩაგრული

კვლავ აღემართვის მთას წმინდას,

იმედით აღტაცებული.

მაშ, ტურფავ, წინანდებურად

ღრუბლებში გაიკაშკაშე,

ლურჯ კამარაზე საამოდ

სხივები შეათამაშე.

მეც გადავიხსნი საკინძეს

და მკერდს მოგიშვერ მთვარესა,

ხელ-განპყრობილი თაყვანს-გცემ

ქვეყნად შუქ-მომფინარესა!

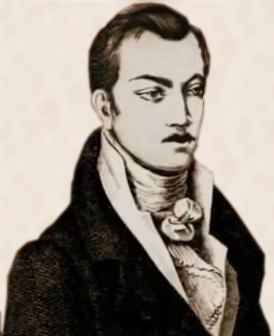
Князь Николоз Бараташвили, рисунок современника

Стихотворение подписано в газетной публикации: «Сосело» (груз. «სოსელო»). Дональд Рейфилд в статье «Сталин как поэт» (1985) отмечал сходство стихотворения юного поэта с поэзией французского символиста Жюля Лафорга, которого он с иронией называл «гротескно-лунатичным», но писал, что оно не может быть сознательным. Сюжет стихотворения Сталина, в котором человек, находящийся в состоянии «депрессии / угнетения», внезапно обретает надежду под влиянием света луны, по мнению исследователя, имеет «более чем безумный смысл» (англ. «has more than lunatic implications»). Соотнесение типично грузинских пейзажей (в частности горных ледников) с героем-изгоем, а также «вера в космическое, полу-христианское провидение», по мнению Рейфилда, восходят «к грузинскому эквиваленту Михаила Лермонтова», поэту-романтику Николозу Бараташвили. Однако, несмотря на вторичность, в лексике юного поэта присутствует индивидуальность, которая делает это стихотворение необычным. Одной из особенностей этой индивидуальности является «вертикальная дистанция», выражающаяся в соотнесении вершин («чистая гора», «ледник», «луна», «протянутые руки») и глубин («поверженные на землю», «поверженные»). По мнению исследователя, она свидетельствует для психолога о маниакально-депрессивном характере поэта (англ. «which might give a psychologist an inkling of the poet’s manic-depressive make-up»). Вторая особенность — использование начинающим поэтом глаголов, в которых имплицитно заложен смысл термина «насилие» («повесить», «хватать»). В более поздней книге «Сталин и его подручные» Рейфилд распространил с небольшими уточнениями эту характеристику на всё поэтическое творчество будущего политика. Ещё два стихотворения, как и это, по утверждению Рейфилда, были названы «Pelet'oni» — груз. «ფელეტონი». Название это на английский язык исследователь перевёл многозначным словом «Feuilleton», среди значений которого не только «фельетон», но и «сериал», «мыльная опера»....

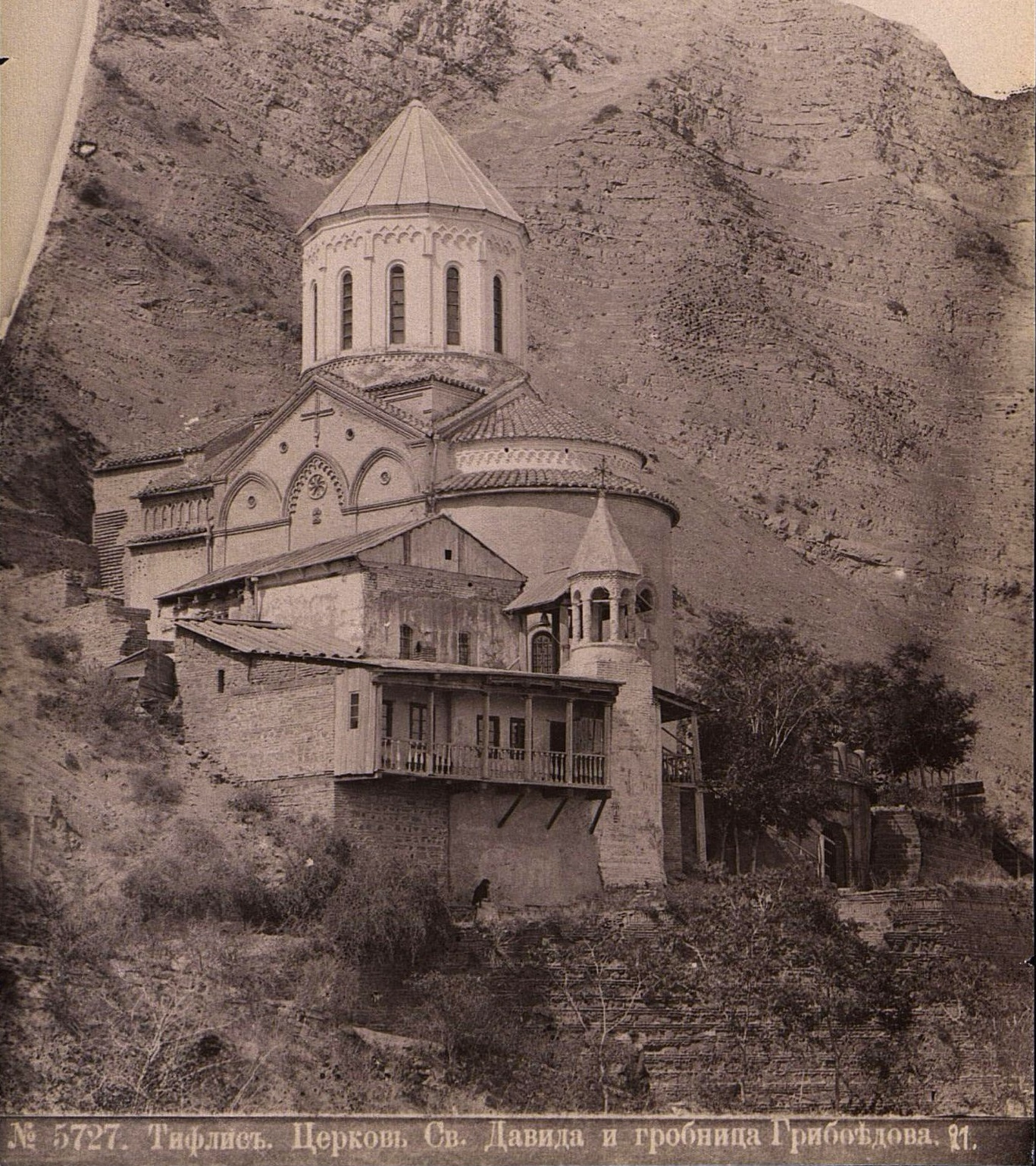
Дмитрий Ермаков. Церковь Святого Давида на склоне горы Мтацминды

Себаг-Монтефиоре характеризовал это стихотворение как «восторженную оду». Содержание его, в трактовке исследователя, выглядело так: в холодном мире правит божественное провидение, «угнетённый изгой» страстно пытается достигнуть «священного лунного света».
По мнению кандидата филологических наук Евгения Добренко, стихотворение наполнено «преувеличенно-романтической, на грани шаржа, жестикуляции» (среди упомянутых автором преувеличенных жестов, например: «Я грудь свою тебе раскрою, Навстречу руку протяну…»). Профессор политической и социальной истории Мичиганского университета Рональд Григор Суни писал, что стихотворение «Луне» начинается с романтического призыва к ночному светилу «продолжать своё движение, никогда не склонять голову, рассеять облака (невежества) и нежно улыбнуться миру». Затем настроение стихотворения меняется: «Оно заканчивается тем, что молодой автор рвёт на себе рубашку, обнажая грудь луне, и с простёртыми руками преклоняется тому, что освещает с высоты мир». Жан-Жак Мари считал, что стихотворение «Луне» более искусно соединяет чувство природы и социальный протест, чем стихотворение «Утро».

### «Когда луна своим сияньем…»
Когда луна своим сияньем

Вдруг озаряет мир земной

И свет её над дальней гранью

Играет бледной синевой,

Когда над рощею в лазури

Рокочут трели соловья

И нежный голос саламури

Звучит свободно, не таясь,

Когда, утихнув на мгновенье,

Вновь зазвенят в горах ключи

И ветра нежным дуновеньем

Разбужен тёмный лес в ночи,

Когда беглец, врагом гонимый,

Вновь попадёт в свой скорбный край,

Когда, кромешной тьмой томимый,

Увидит солнце невзначай, –

Тогда гнетущей душу тучи

Развеют сумрачный покров,

Надежда голосом могучим

Мне сердце пробуждает вновь.

Стремится ввысь душа поэта,

И сердце бьётся неспроста:

Я знаю, что надежда эта

Благословенна и чиста!
როდესაც ბადრად მნათობი მთვარე

ცის კამარაზედ გადაცურდება

და მისი შუქი, გაბრწყინვებული,

ლურჯ ჰორიზონტზედ შეთამაშდება;

ოდეს ბულბულის სტვენა-სიმღერა

ჰაერში ნაზად გაიწკრიალებს,

როს სალამურის სულის კვეთება

მთისა მწვერვალზედ შეისრიალებს;

ოდეს მთის წყარო, შეჩერებული,

კვლავ გზას გააპობს, გადიჩხრიალებს

და ტყე, ნიავით გაღვიძებული

შეიშმუშნება, გაიშრიალებს;

ოდეს მტრისაგან გადახვეწილი

კვლავ ეღირსება თვის ჩაგრულ მხარეს

და როს სნეული, შუქს მოკლებული,

კვლავ დაინახავს მზესა და მთვარეს,

მაშინ მეც, ჩაგრულს, სევდისა ნისლი

თავიდან მწყდება, მყისვე მშორდება

და იმედები კეთილდღეობის

უბედურს გულში მიღორძინდება!

და ამ იმედით გატაცებულსა

სული მიხარის, მშვიდად ძგერს გული:

ნუთუ წრფელია იმედი ესე,

ჩემდა იმა დროს მოვლინებული?!
Стихотворение подписано в газетной публикации: «Сосело» (груз. «სოსელო»). Его анализировал британский литературовед Дональд Рейфилд в своей книге 2004 года. По его мнению, оно изображает «аллегорию восстановленной политической веры», но завершается изображением одиночества страстного почитателя луны, терзаемого недоверием и подозрением (в переводе самого британца последние строки звучат так: «Но разве подлинна эта надежда, Ниспосланная мне тогда?»).
В более ранней статье 1985 года Рейфилд отмечал, что это — второй из трёх «фельетонов», последовательно созданных и опубликованных Сталиным. Исследователь писал, что время от времени Сталина должны были терзать сомнения в собственной искренности, но они нигде не выражены, кроме двух последних строк этого стихотворения в грузинском оригинале. Поэтому он считал, что стихотворение, которое носит риторический характер, завершается достаточно сдержанно. Рейфилд отмечал в нём единство образов, религиозный колорит («радуется душа моя» в грузинском оригинале), который, однако, перекрывается энергичными глагольными формами («уничтожать», «сметать», «фонтанировать», «подбрасывать», «выгнать» в грузинском оригинале), типичный для последующих стихов контраст между насилием в обществе и природе, с одной стороны, и кротостью птиц, музыки и певцов, с другой стороны. Ось «вершина — впадина» в этом стихотворении пересекается другой осью — «музыка — насилие». Стихотворение также сочетает мир лунной ночи с образами «Утра».
Саймон Себаг-Монтефиоре вслед за Рейфилдом увидел в этом стихотворении противопоставление буйной, конфликтной природы человека гармонии в мире певчих птиц, в поэзии и музыке. Рональд Григор Суни видел в этом стихотворении продолжение основной темы двух предыдущих. Оно также начинается с полной луны, плывущей по небу. Снова соловей поёт в сопровождении свирели, а затем настроение меняется, и «лес просыпается».

### «Ходил он от дома к дому…»
Ходил он от дома к дому,

Стучась у чужих дверей,

Со старым дубовым пандури,

С нехитрою песней своей.

А в песне его, а в песне —

Как солнечный блеск чиста,

Звучала великая правда,

Возвышенная мечта.

Сердца, превращённые в камень,

Заставить биться сумел,

У многих будил он разум,

Дремавший в глубокой тьме.

Но вместо величья славы

Люди его земли

Отверженному отраву

В чаше преподнесли.

Сказали ему: «Проклятый,

Пей, осуши до дна…

И песня твоя чужда нам,

И правда твоя не нужна!»
ამ ქვეყნად იგი, ვით ლანდი,

კარის-კარ დაწრიალებდა;

ხელთ ეპყრა მუხის ფანდური,

ხმა ტკბილად აწკრიალებდა;

მის საოცნებო ჰანგებში;

ვითარცა სხივი მზიური,

ისმოდა თვითონ სიმართლე

და სიყვარული ციური,

ბევრს აუძგერა იმა ხმამ

გული, ქვად გადაქცეული;

ბევრს გაუნათლა გონება,

ბნელ-უკუნეთად ქცეული.

მაგრამ, დიდების მაგიერ,

სად ჩანგმა გაიწკრიალა,

განდევნილს ბრბომ იქ დაუდგა

შხამით აღვსილი ფიალა…

და უთხრეს: „შესვი, წყეულო,

ეგ არის შენი ხვედრიო!

შენი არ გვინდა სიმართლე,

არც ეგ ციური ხმებიო!“
Стихотворение подписано в газетной публикации: «Сосело» (груз. «სოსელო»). Дональд Рейфилд в статье 1985 года отмечал, что это — заключительный (третий) «фельетон» юного поэта. Одновременно это самое показательное из всех его стихотворений. В нём усилены контрасты двух предыдущих. Важно, с точки зрения британского литературоведа, что стихотворение напечатано на Рождество Христово 1895 года — вскоре после шестнадцатилетия Сталина. Проводя параллели со стихотворением на эту тему Лермонтова, Рейфилд писал, что Джугашвили в некоторой степени усвоил лермонтовскую простоту и силу повествования. Рейфилд предположил, что юный поэт мог размышлять, играет ли его музыкант на лютне (пандуре) или на арфе (чанге), но решил развить мысль Лермонтова (высказанную в стихотворении «Ангел», которое также было написано автором в 16 лет), что «небесные мелодии» отличаются от земных песен.
Противопоставление поэта-скитальца и толпы (использующей яд), по мнению Рейфилда, восходит через Лермонтова к Александру Пушкину, но в стихотворении Сталина присутствует и ярко выраженный грузинский элемент. В частности, к нему следует относить традиционный грузинский обряд прославления («дидеба» у Рейфилда), посвящённый герою, в котором используется сосуд, наполненный пивом или вином, и используемый Сталиным религиозный термин — «тьма кромешная» («бнелук'унетад» в оригинале), который, с точки зрения исследователя, восходит к «грузинской народной религии». Сопоставляя более ранние стихотворения Джугашвили с анализируемым, Рейфилд предполагал, что ложная надежда, которую в ранних стихах посылала судьба, превратилась в этом в пузырёк с ядом. Сомнение у юного поэта переросло в «параноидальное», по выражению исследователя, убеждение, что великие пророки могли ожидать от толпы только заговора и убийства. Это убеждение вождя перестало быть тайной для общества в последние 20 лет сталинского правления, отмеченного, по утверждению Рейфилда, «периодически повторяющимися отравлениями, реальными и мнимыми» (англ. «marked by recurrent poisonings, real and imaginary»).
Рейфилд настаивал, что это стихотворение содержало фр. «avis au lecteur» (в переводе: «обращение к читателям», «предупреждение читателю»). В нём лирический герой эволюционирует из одержимого луной юноши ранних стихотворений в подобного призраку музыканта (англ. «from the moonstruck youth to the ghost-like musician»). Своеобразную характеристику стихотворению даёт тот же Дональд Рейфилд в книге 2004 года, сопоставляя его с особенностями личности автора в зрелые годы. Сталинского героя он именует скальдом. Рейфилд писал, что «неблагодарность и яд — повторяющиеся темы в любом описании сталинского обращения с соперниками и с подчинёнными». Сталин, уже находясь у власти, боялся предательства со стороны тех, кто был больше всего ему обязан, поэтому уничтожал в первую очередь именно их, хотя сами они ожидали от вождя благодарности и доверия.
Это стихотворение доктор филологических наук, кандидат исторических наук Борис Соколов считает наиболее интересным. По его мнению, Сталин, можно предполагать, уже мечтал «стать пророком в своём отечестве», возможно, «верил, что знает правду, которую будет нести людям». Тем не менее Соколов допускал, что речь в этом стихотворении шла вовсе не о политической власти. Более вероятно, что Иосиф Джугашвили в юности «воображал себя лишь духовным наставником».
По мнению Себага-Монтефиоре, в этом стихотворении автор создал «„маниакальный“ мир, где „великих пророков ожидает лишь травля и убийство“», и образ гонимого странствующего пророка-поэта. Английский исследователь считал это стихотворение наиболее красноречивым в творчестве юного семинариста и соглашался с Дональдом Рейфилдом, что именно в нём присутствует «предупреждение читателю».
В изложении Рональда Григора Суни в этом стихотворении «персона, похожая на пророка», бродит по стране, «как призрак», играя на пандури и раздавая «истину и небесную любовь». С горечью автор говорит о неспособности «толпы» понять проповедь пророка. Вместо этого неблагодарная толпа отравляет менестреля (так у автора), несущего людям музыку и свет. Жан-Жак Мари считал, что в этом стихотворении «оптимизм соединён с романтическим видением поэта, пророка, преследуемого за истину, которую он провозглашает».

### «К Р. Эристави»
Когда крестьянской горькой долей,

Певец, ты тронут был до слёз,

С тех пор немало жгучей боли

Тебе увидеть привелось.

Когда ты ликовал, взволнован

Величием своей страны,

Твои звучали песни, словно

Лились с небесной вышины.

Когда, Отчизной вдохновлённый,

Заветных струн касался ты,

То, словно юноша влюблённый,

Ей посвящал свои мечты.

С тех пор с народом воедино

Ты связан узами любви,

И в сердце каждого грузина

Ты памятник воздвиг себе.

Певца Отчизны труд упорный

Награда увенчать должна:

Уже пустило семя корни,

Теперь ты жатву пожинай.

Не зря народ тебя прославил,

Перешагнёшь ты грань веков,

И пусть подобных Эристави

Страна моя растит сынов.
როს მშრომელ გლეხთა ვაებით

საბრალოდ აცრემლებული,

ზეცას შეჰკვნესდი, მგოსანო,

ერისთვის თავდადებული;

როს ერის კეთილდღეობით

საამოდ აღტაცებული,

სიმთ აჟღერებდი ტკბილ-ხმაზედ,

ვით ზეცით მოვლინებული;

როს დაჰგალობდი სამშობლოს,

ის იყო შენი ტრფიალი,

მისთვის გაჰქონდა შენს ჩანგსა

გულის წარმტაცი წკრიალი…

მაშინ, მგოსანო, ქართველი

თურმე ციურ ძეგლს გიგებდა

და წარსულ შრომას, ვაებას

აწყმოთი აგვირგვინებდა.

შენმა სიტყვებმა მის გულში

უკვე გაიდგა ფესვია,

მოიმკე, წმინდა მხცოვანო,

რაც სიყრმით დაგითესია;

ნამგლად იხმარე ერისგან

გრძნობით ჰაერში ძახილი:

ვაშა, რაფიელ, გამრავლდეს

„მამულში შენებრი შვილი!“

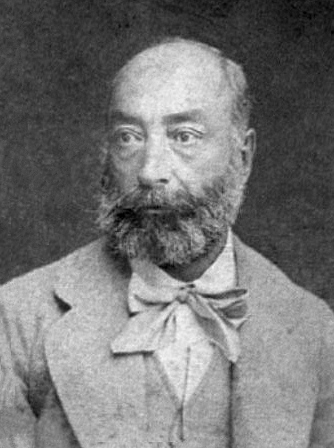
Рафаэл Эристави

Стихотворение подписано в газетной публикации: «Сосело» (груз. «სოსელო»). Мелитон Келенджеридзе писал в своей статье, посвящённой стихотворениям Сталина, что стихотворение «К Р. Эристави» первый раз было опубликовано 29 октября 1895 года под псевдонимом «Сосело» в № 234 газеты «Иверия». Сам Келенджеридзе опубликовал два стихотворения Сталина (Николайшвили писал только об одном, которое подписано именем «Сосело») в монографии по теории грузинской словесности среди стихов таких национальных классиков, как Шота Руставели и Александр Казбеги. Он писал в статье «Стихи юного Сталина» (1941), что произошло это в 1899 году. Книга была издана в Кутаиси и называлась «Теория словесности с разбором примерных литературных образцов». Она была предназначена для обучения правилам грузинского литературного языка. В то время в грузинских школах не было ещё руководства по теории словесности. Всего планировалось издание трёх томов: теоретического (1899), практического и хрестоматии (полное название — «Грузинская хрестоматия, или Сборник лучших образцов грузинской словесности», она была издана в 1907 году). Два стихотворения Сталина были помещены в теоретическом томе, а в хрестоматии — одно («К Р. Эристави»). В подтверждение Келенджеридзе приводил в своей статье фотографии разворотов обоих томов. Мотивом публикации именно этих стихов автор статьи называл желание подобрать «такие произведения, которые могли бы внедрить в сознание молодого поколения новые, прогрессивные мысли и идеи». По убеждению Келенджеридзе, стихотворения Сталина относились именно к таким сочинениям. Автора в то время публикатор, по его собственному признанию, не знал и не догадывался, что «вполне зрелые стихи написаны 16-летним юношей», но когда узнал на рубеже 1930-х — 1940-х годов, что им является Сталин, то обрадовался.
Евгений Добренко, излагая этот факт, ошибочно писал, что публикация в монографии по теории грузинской словесности произошла в 1901 году (это же утверждалось в сборнике документов о детстве и юности Сталина, опубликованном в журнале «Молодая гвардия» в 1939 году и в более ранней статье Николайшвили, включённой в него), а через шесть лет (в действительности — через восемь) тот же Мелитон Келенджеридзе включил стихотворение, посвящённое Рафаэлу Эристави, в «Грузинскую хрестоматию, или Сборник лучших образцов грузинской словесности». Стихотворение «К Р. Эристави» также было включено ещё и в сборник, посвящённый юбилею Эристави, который был издан в Тифлисе в 1899 году. Сборник содержал поздравления юбиляру, речи и поэтические посвящения известных в то время грузинских общественных деятелей.
Дональд Рейфилд писал в статье «Сталин как поэт», что два последних сохранившихся стихотворения Сталина посвящены старикам. Исследователь считал, что героев этих стихотворений связывают только седина и серп. Стихотворение «К Р. Эристави» он считал мало интересным. По его мнению, оно — лишь дань юбилею выдающегося писателя и общественного деятеля. Примечательно оно, с точки зрения британского литературоведа, тем, что посвящено аристократу. Образ барда-арфиста и «немного тревожная метафора серпа, пожинающего славу», характерны в нём для поэтического творчества Сталина. Отклик благодарной нации, вознаграждающей творчество Эристави, по словам Рейфилда, «прекрасно уравновешивает отравленный сосуд, поднесённый толпой в третьем „фельетоне“». Литературовед отмечал, что стихотворение было высоко оценено современниками. Свидетельство этого он увидел в переиздании его в юбилейном сборнике, посвящённом Эристави, ещё и в 1899 году.
Дональд Рейфилд написал также небольшой очерк о Джугашвили-поэте в справочнике, посвящённом литературе Восточной Европы, вышедшем в 1993 году. В нём он отмечает романтическую направленность стихотворений поэта и его «подлинный талант в выражении депрессии и подозрительности», однако выделяет вторичность восточных образов и патриотических мотивов в его стихотворении, посвящённом Эристави.

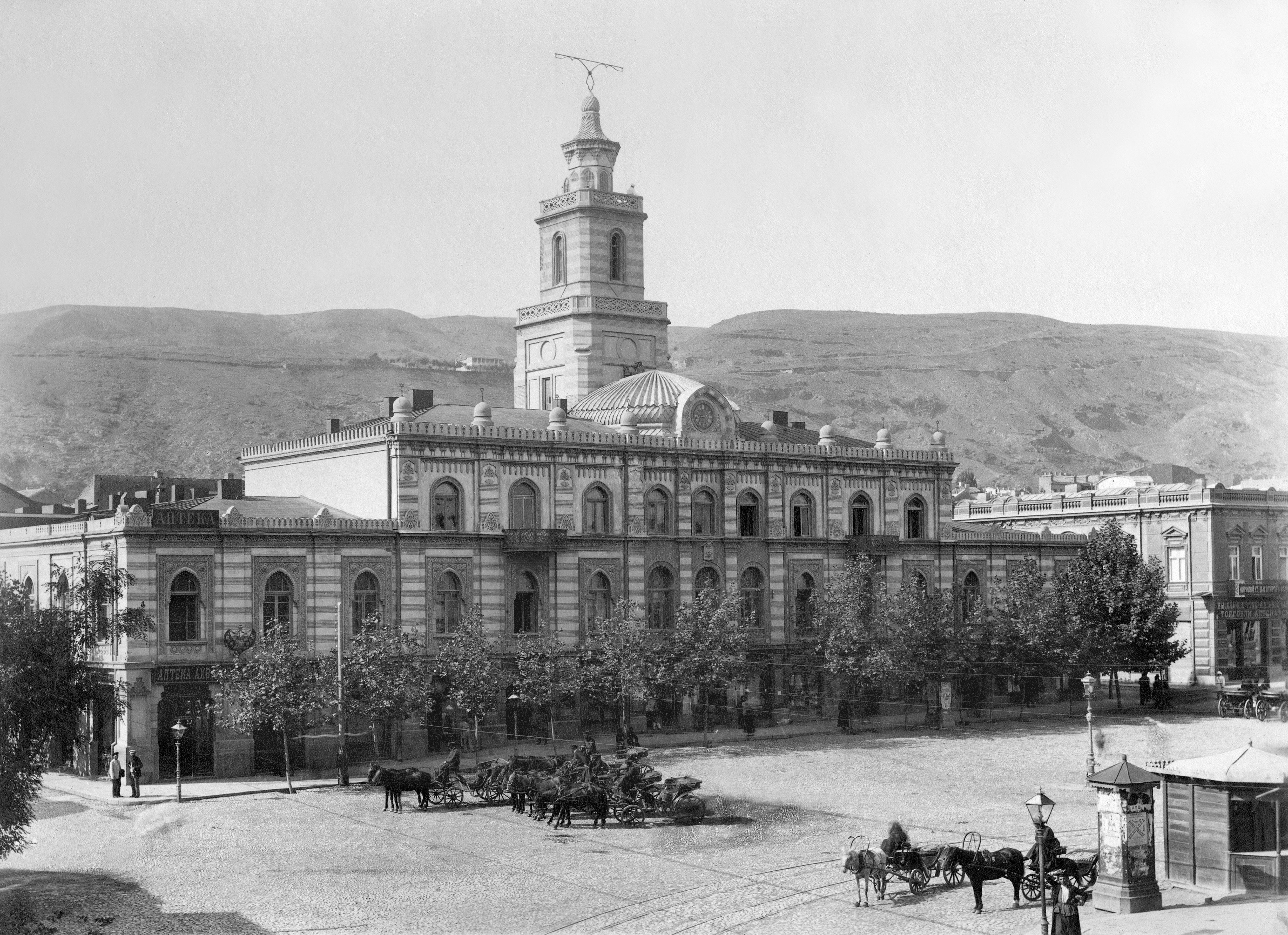
Площадь Эриванского в Тифлисе — место, где произошла Тифлисская экспроприация 13 июня 1907 года

Саймон Себаг-Монтефиоре с иронией отмечал, что, если бы кто-нибудь из соратников Сталина посвятил юношеское стихотворение князю (как это сделал сам автор), оно было бы использовано против него во время массовых репрессий. Он также рассказывал о случае, когда в 1907 году Сталин собирался совершить ограбление банка, но ему нужен был «человек изнутри» этого финансового учреждения. Таковым стал его старый школьный друг, работавший в банке бухгалтером, который заявил, что он страстный поклонник стихов Джугашвили, особенно стихотворения, посвящённого Эристави. Он согласился сообщить о доставке в банк миллиона рублей. Используя эту информацию, Сталин организовал ограбление банка в Тифлисе, в результате которого были убиты 40 человек и украдена огромная денежная сумма. 

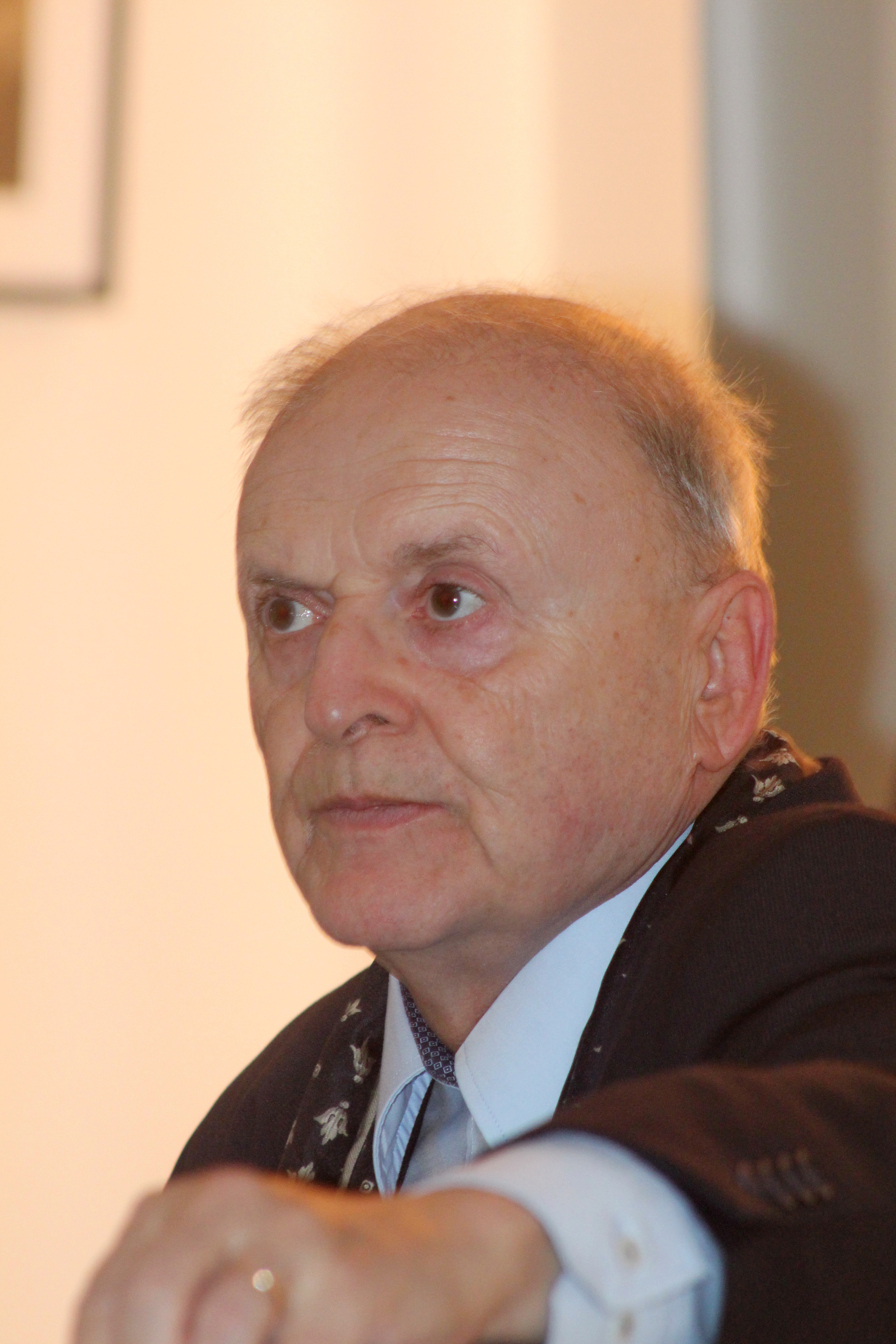
Миклош Кун в 2017 году

Венгерский историк Миклош Кун даже называл фамилию сотрудника банка, служившего наводчиком при ограблении банка, — Вознесенский (эту же фамилию приводит и ещё один зарубежный исследователь — Рональд Григор Суни) — и уточнял, что он был близким другом Джугашвили и в духовном училище, и в семинарии. Историк приводил фрагменты из документов заседания социал-демократической следственной комиссии в составе трёх человек, выяснявших обстоятельства взрыва бомбы, унёсшего жизни невинных жертв. 20 сентября 1907 года Вознесенский заявил: «Он [Джугашвили] написал революционное стихотворение на смерть Эристави. Стихотворение произвело на меня большое впечатление».
Доктор философии, профессор истории и директор отдела российских исследований Принстонского университета Стивен Коткин в Первом томе своей монографии «Сталин» (2014) утверждал, что Эристави был любимым поэтом юного Джугашвили. Стихи Эристави, как значительно позже заявлял сам Сталин, были «красивыми, эмоциональными и музыкальными». Диктатор добавлял, что князя по праву называли соловьём Грузии. От себя Коткин замечал, что это роль, «на которую, возможно, претендовал и сам Джугашвили».
Чтобы разъяснить смысл стихотворения Иосифа Джугашвили, Рональд Григор Суни писал, что делегаты со всех концов Грузии собрались в Тифлисе в то время для празднования юбилея творческой деятельности Эристави. Социал-демократ Ираклий Церетели позже заявил: «Этот юбилей стал свидетелем национального единства грузинского народа. В самодержавных условиях только в такой форме могли быть выражены национальные чувства. Юбилей Р. Эристави превратился из чисто литературного праздника в первое национальное проявление грузинского народа». В этой атмосфере национального праздника Джугашвили разделял энтузиазм интеллектуалов своей Родины. Стихотворение семнадцатилетнего Джугашвили восхваляет Эристави за чуткое отношение к крестьянам, его жертвенность, за его песни, посвящённые Родине, и заканчивает призывом: «пусть моя страна растит таких сыновей, как Эристави».

### «Старец Ниника»

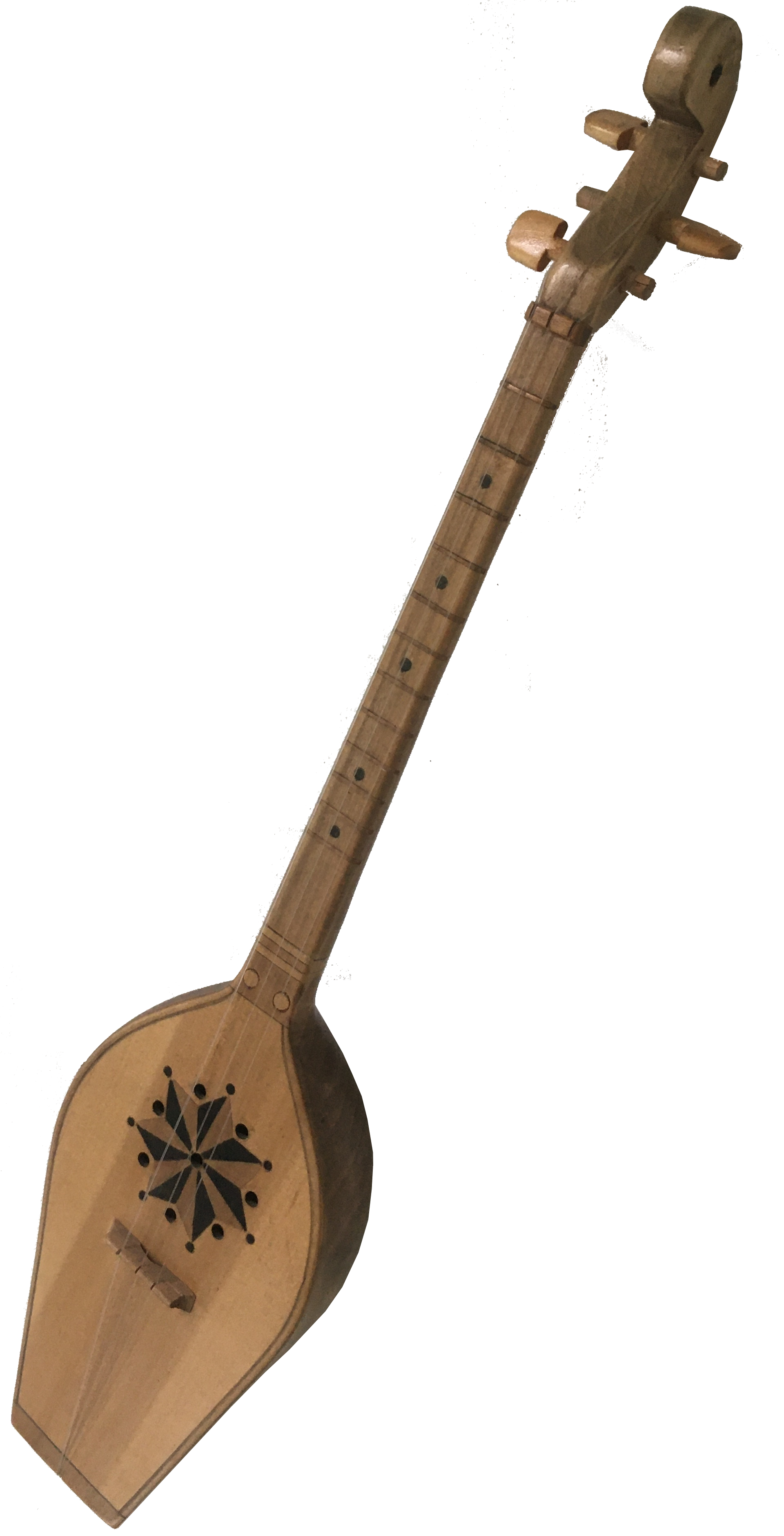
Пандури
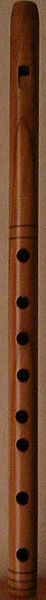
Саламури

Постарел наш друг Ниника,

Сломлен злою сединой.

Плечи мощные поникли,

Стал беспомощным герой.

Вот беда! Когда, бывало,

Он с неистовым серпом

Проходил по полю шквалом –

Сноп валился за снопом.

По жнивью шагал он прямо,

Отирая пот с лица,

И тогда веселья пламя

Озаряло молодца.

А теперь не ходят ноги —

Злая старость не щадит…

Всё лежит старик убогий,

Внукам сказки говорит.

А когда услышит с нивы

Песню вольного труда,

Сердце, крепкое на диво,

Встрепенётся, как всегда.

На костыль свой опираясь,

Приподнимется старик

И, ребятам улыбаясь,

Загорается на миг.
მოხუცდა ჩვენი ნინიკა,

გაუცვდა მკლავი გმირისა.

რარიგ გატეხა ტიალმა

ჭაღარამ ღონე რკინისა!

ჰაე, დედასა! მრავალჯერ

„აფთარა!“ — ნამგლის ტრიალით

მკერდ-ღია ყანის ბოლოში

წამს გავრდნილი გრიალით,

ხელაურების გორები

გვერდით-გვერდ აუყენია

და ხვითქით მორთულ სახეზე

ალმური გადასდენია…

ახლა კი მუხლებს ვეღარ ძრავს,

სიბერით მოკვეთილებსა,

წევს, ან ოცნებობს, ან წარსულს

უამბობს შვილი-შვილებსა…

ხან-და-ხან ახლო ყანებში

ყურს მოჰკრავს ხოლმე მღერასა

და გული, ჯერეთ მაგარი,

უწყებს სიამით ძგერასა:

წამოიწევა ცახცახით,

ყავარჯენს დაებჯინება

და, რა გაჰხედავს ბიჭებსა,

შვებით-ღა გაეღიმება…
Себаг-Монтефиоре отмечал в этом стихотворении сочувствие к старости. По его мнению, автор создал образ идеализированного грузина «вроде самого Сталина в старости, который сидел бы на веранде у Чёрного моря и потчевал молодёжь рассказами о своих приключениях». Это стихотворение подписано в газетной публикации другим псевдонимом — «Созели» (груз. «სოზელი»).
В статье «Сталин как поэт» Рейфилд называл это стихотворение неуклюжим, хотя и талантливо соединяющим серп и согнутые старостью колени. В книге 2004 года он уже писал в отношении этого же стихотворения, что Сталин принял утверждение Анатоля Франса (так у автора), что «Бог умер». Сам он считал себя сверхчеловеком, который способен заменить Бога. Однако вождя угнетало понимание своей смертности. Переходя от позднего Сталина к его юным годам, Рейфилд писал, что «даже в отрочестве Сталина беспокоила старость и смерть». Стихотворение «Старец Ниника» профессор Колледжа королевы Марии Лондонского университета называл лучшим в творчестве поэта и утверждал, что оно «предвосхищает одинокую немощность его собственных последних лет». Рейфилд считал, что в старости Сталин вспоминал это стихотворение, и оно казалось автору «горьким и пророческим». Это стихотворение, по мнению Рейфилда, является отражением некоей силы, достаточно мощной, чтобы заставить Джугашвили отказаться от поэзии ради революционной политики.
Стивен Коткин считал, что в стихотворении изображён «героический мудрец, рассказывающий „детям своих детей о прошлом“». Он утверждал: Джугашвили «захлестнула эмоциональная волна позднего грузинского Возрождения». Специфика времени создания этого стихотворения, по мнению американского историка, хорошо отражена в стихотворении Акакия Церетели «Сулико» (1895), повествующем о потерянной любви и утраченном национальном духе. В доказательство этого автор книги приводит факт, что, уже будучи диктатором, Сталин часто пел «Сулико» по-грузински и по-русски.
Рональд Григор Суни так интерпретирует содержание стихотворения: седовласый крестьянин больше не в состоянии демонстрировать свою прежнюю силу, но когда он слышит пение юношей в поле, то улыбается от счастья. Поэт, по мнению исследователя, указывает на преемственность поколений.
- Пандури
- Саламури

### Фрагменты поэмы Шота Руставели «Витязь в тигровой шкуре»
Саймон Себаг-Монтефиоре был убеждён, что Сталин отредактировал поэму Шота Руставели «Витязь в тигровой шкуре» и сам перевёл на русский язык некоторые её фрагменты, «скромно спросив: „Они подойдут?“» Английский историк называл их прекрасными, но сам Сталин отказался признавать своё авторство. С этой точкой зрения согласен доктор философии по истории Роберт Такер: «В самый разгар террора Сталин нашёл время для работы над переводом на русский язык поэмы Шота Руставели „Витязь в тигровой шкуре“». Далее в той же книге Такер выражается более туманно — «в подготовке которого [издания] отчасти участвовал Сталин, хотя об этом не сообщалось».
Саймон Себаг-Монтефиоре в книге «Сталин. Двор Красного монарха» описывает встречу Сталина с Шалвой Нуцубидзе, посвящённую переводу поэмы Шота Руставели. Нуцубидзе начал перевод, находясь в тюрьме. Каждый день результаты работы у него забирали и возвращали с пометками анонимного редактора. Во время одной из встреч Сталин спросил Лаврентия Берию: «Вы когда-нибудь слышали о дрозде, поющем в клетке?» На эти слова Берия покачал головой. Тогда Сталин приказал освободить переводчика. 20 октября 1940 года Нуцубидзе доставили в кабинет Сталина. Сталин вручил поэту черновик перевода в кожаном переплёте, добавив, что перевёл одно двустишие и разрешает использовать его в переводе Нуцубидзе, не упоминая авторство диктатора. Сталин заявил, что получает огромное удовольствие от редактуры перевода поэмы, пригласил на ужин, во время которого обошёл стол и поцеловал Нуцубидзе в лоб. Уже после разоблачения культа личности Нуцубидзе признавал, что редакторские комментарии были выдающимися (англ. «that his editorial comments were outstanding»).
Борис Илизаров в своей монографии не упоминал о факте участия вождя в редактировании перевода поэмы Руставели, но признавал: «Любимые с юности писатели и поэты вождя переводились на русский язык и издавались массовыми тиражами… ещё в семинарии он зачитывался романтической поэзией Руставели, и даже сам нарисовал его воображаемый портрет». Последний факт приводил в своих воспоминаниях Пётр Капанадзе. Илизаров ограничивался признанием, что Светлана Аллилуева настаивала на обыкновении отца рассуждать «о достоинствах русского перевода поэмы». Борис Илизаров даже отмечал, что кандидат исторических наук Вильям Похлёбкин в одной из своих книг приводил версию происхождения псевдонима Джугашвили от фамилии Евгения Сталинского — переводчика и издателя поэмы Шота Руставели «Витязь в тигровой шкуре», вышедшей в Тифлисе в 1888—1889 годах на русском языке. Сам Илизаров резко отрицательно относился к этой гипотезе, настаивал, что между выходом книги и появлением псевдонима прошло целых 20 лет, поэтому усматривать между этими событиями какую-то прямую связь достаточно трудно. Евгений Громов ссылался на авторитет Николая Бухарина, свидетельствовавшего об увлечении Сталина творчеством Руставели. Миклош Кун писал об исправлениях Сталина в русском переводе «Витязя в тигровой шкуре».

### Коле Кавсадзе
Пусть, друг мой Коля, «Гардживари»

Дарит тебе жизнь долгих лет,

Поможет в деле начинаний,

Хранит тебя от всяких бед.
Кандидат исторических наук Игорь Курляндский, основываясь на архивных данных (РГАСПИ. Ф. 558. Оп. 4. Д. 665. Л. 17), в монографии «Сталин, власть, религия (религиозный и церковный факторы во внутренней политике советского государства в 1922—1953 гг.)» (2011) приписывает юному Иосифу Джугашвили ещё одно стихотворение, сохранившееся только в рукописи, поэтому проигнорированное другими исследователями. Оно написано, по словам автора монографии, во время проживания в Гори. Это — четверостишие под названием «Коле Кавсадзе». В нём, по мнению Курляндского, звучит «уникальный для Иосифа мотив церковного заступничества». Упоминаемая в тексте стихотворения «Гардживари» — церковь вблизи родного города Джугашвили Гори. По словам исследователя, рукопись, в которой находится стихотворение, предназначалась для публикации в 1940-е годы, поэтому осторожный публикатор, чтобы избежать обвинений в намёке на религиозность поэтических опытов главы советского правительства и партии, сделал пометку: «Надо полагать, что товарищ Сталин „Гардживари“ писал во избежание всяких неприятностей, ибо он в бога (здесь и далее мемуаристы писали слово «Бог» с маленькой буквы — И. К. [Примечание сделано самим Игорем Курляндским]) и чудодейственную силу святых с детских лет не верил». Сам же исследователь всё же задавался вопросом: не были ли эти стихи искренними? Проблему эту он считал открытой в силу отсутствия в настоящее время документальных свидетельств в отношении точного времени утраты подростком веры, но приводил целый ряд воспоминаний сверстников Джугашвили, делавших акцент на достаточно ранней утрате им религиозной веры. Один из них даже приписывал юному поэту фразу: «Разговоры о боге — пустая болтовня».
Сам Курляндский в качестве вывода писал: «Полагаю, вера у горийского школьника была, но оказалась не прочной, данное верующей матерью религиозное воспитание — поверхностным, в детском развитии сказывалось больше влияние улицы, чем семьи. Эти факторы сказались на утрате веры». Игорь Курляндский также утверждал, что у современного исследователя нет оснований считать, что опубликованными в 1895—1896 годах стихотворениями «исчерпывалось „поэтическое наследие“ Сталина». По его мнению, многие из его стихотворений так и остались в рукописи и, вероятно, не дошли до настоящего времени.

## Проблема авторства шести стихотворений

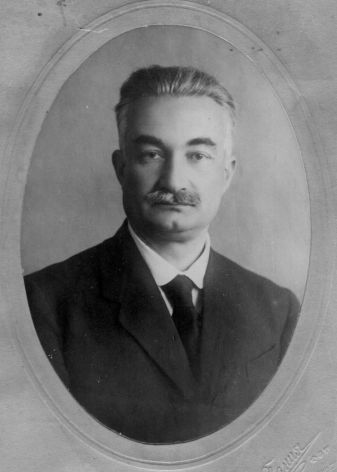
Академик Академии наук СССР, историк Иван Джавахишвили

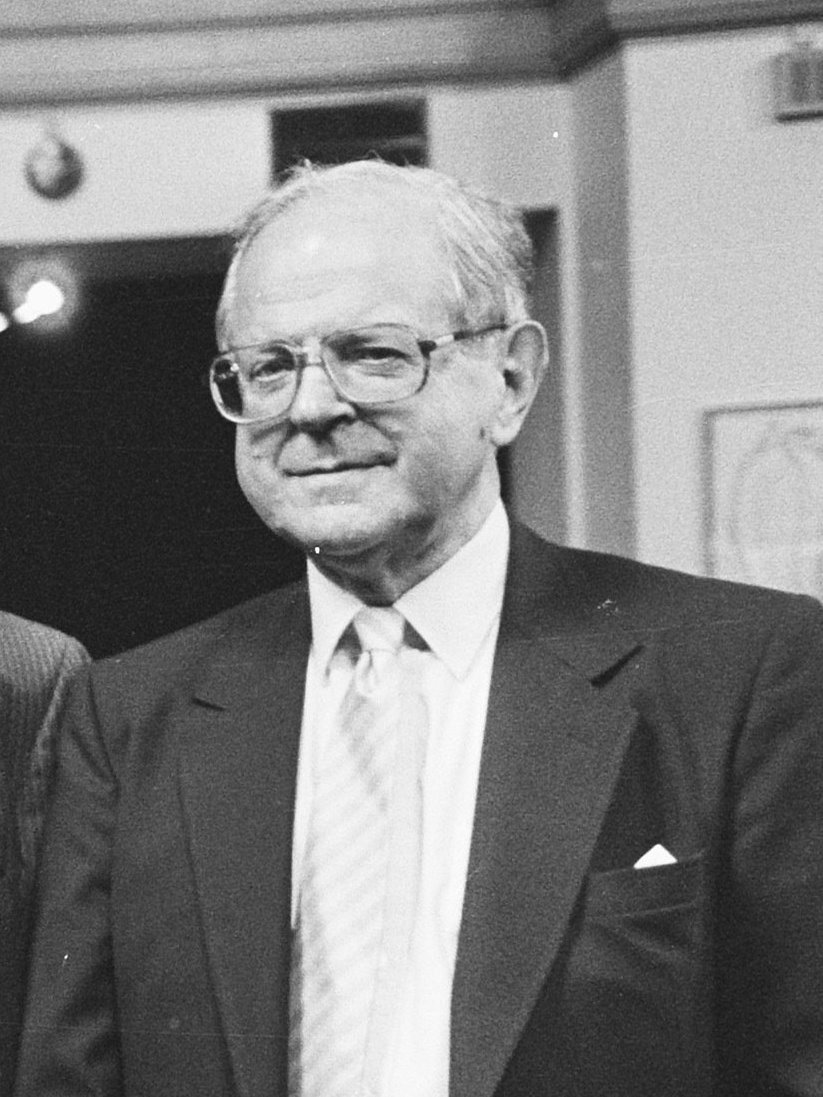
Роберт Конквест в 1987 году

Профессор Оксфордского университета Рональд Фрэнсис Хингли в своей книге о Сталине, изданной в 1974 году, высказывал сомнение в принадлежности шести стихотворений Сталину («экскурс [Иосифа Джугашвили] в поэзию звучит подозрительно»). Он писал, что их автором мог быть «более авторитетный поэт» (так у автора) Иван Джавахишвили — современник семинариста. В 1938 году он опубликовал оду Сталину. Хингли признавался, что не знает, участвовал ли этот Иван Джавахишвили «в мошеннической операции по созданию легенды». Сталин принял решение отказаться от поэтических лавров. В то же время британский историк считал, что Сталин не горел желанием признавать себя автором «таких излияний», по словам Хингли, которые ему приписал Ярославский.
Обладатель докторской степени по советской истории, научный сотрудник Гуверовского института при Стэнфордском университете Роберт Конквест в своей монографии 1991 года главной причиной появления сомнений в авторстве Иосифа Сталина называл огромное количество мифов, возникших вокруг всей его жизни. Называя сторонников таких сомнений скептиками, он пишет, что, с их точки зрения, автором может считаться «поэт» Иван Джавахишвили. По мнению же Конквеста, все сомнения развеивает уже то, что одно стихотворение появилось под псевдонимом «Сосело» (Конквест ошибочно считал, что только одно стихотворение имело подпись Сосело: англ. «The verses were signed „J. Dzh… shvili“ or (in one instance) „Soselo“»), к которому Джавахишвили не имеет никакого отношения. Также исследователь признавал, что может показаться странным, что «Сталин вообще пишет стихи», но тут же приводит примеры других коммунистических диктаторов, которые также увлекались поэтическим творчеством: Мао Цзэдун, Фидель Кастро и Хо Ши Мин. С его точки зрения, могла быть и ещё одна причина — Джугашвили пытался войти в круг грузинской литературной интеллигенции.
Кандидат исторических наук, ведущий научный сотрудник ИМЭМО РАН Николай Капченко упоминал в своей книге о Сталине, что в период перестройки стали выражаться сомнения в авторстве стихотворений Иосифа Сталина. В качестве доказательства приводился псевдоним «И. Дж-швили», который мог подходить и к современнику Джугашвили — Ивану Джавахишвили. Ещё одним аргументом было отсутствие прямых или косвенных свидетельств того, что Сталин когда-либо впоследствии писал стихи.
Аргументы, которые выдвинул Николай Капченко против этой точки зрения:
- имеются ещё и стихотворения, подписанные другим псевдонимом — «Сосело», который никак не соотносится с Джавахишвили;
- писать стихотворения и публиковать их в прессе, будучи семинаристом, Джугашвили не имел права, так как это воспринималось как нарушение Устава учебного заведения. У него была причина использовать псевдоним, а у Ивана Джавахишвили причины для этого не было;
- большинство людей, писавших в юности стихи, в зрелом возрасте прекратили их сочинение;
- у Сталина после 1896 года «другие проблемы и другие цели выходят на первый план».

## Историография
При составлении списка стихотворений Сталина исследователи часто ссылаются на вышедшую 21 декабря 1939 года в тбилисской газете «Заря Востока» статью некоего Н. Николайшвили «Стихи юного Сталина». В том же году текст статьи был включён в юбилейную подборку материалов о детстве и юности Сталина в журнале «Молодая гвардия». Автор статьи сообщил, что в молодости Иосиф Джугашвили опубликовал именно шесть стихотворений. Часть была опубликована за подписью «И. Дж-швили» (автор статьи не указывал, сколько именно было опубликовано под этим псевдонимом), а затем — «Сосело» в газете «Иверия» в июне — декабре 1895 года, а позже (в июле 1896 года в газете «Квали») — ещё одно. Николайшвили процитировал два четырёхстишия из двух разных стихотворений и так охарактеризовал творчество юного поэта: «Все эти стихотворения написаны с большим литературным вкусом, народным языком, восхищают своей музыкальностью и образностью. Они выражали оптимизм порабощённого грузинского народа, веру в грядущую свободу».

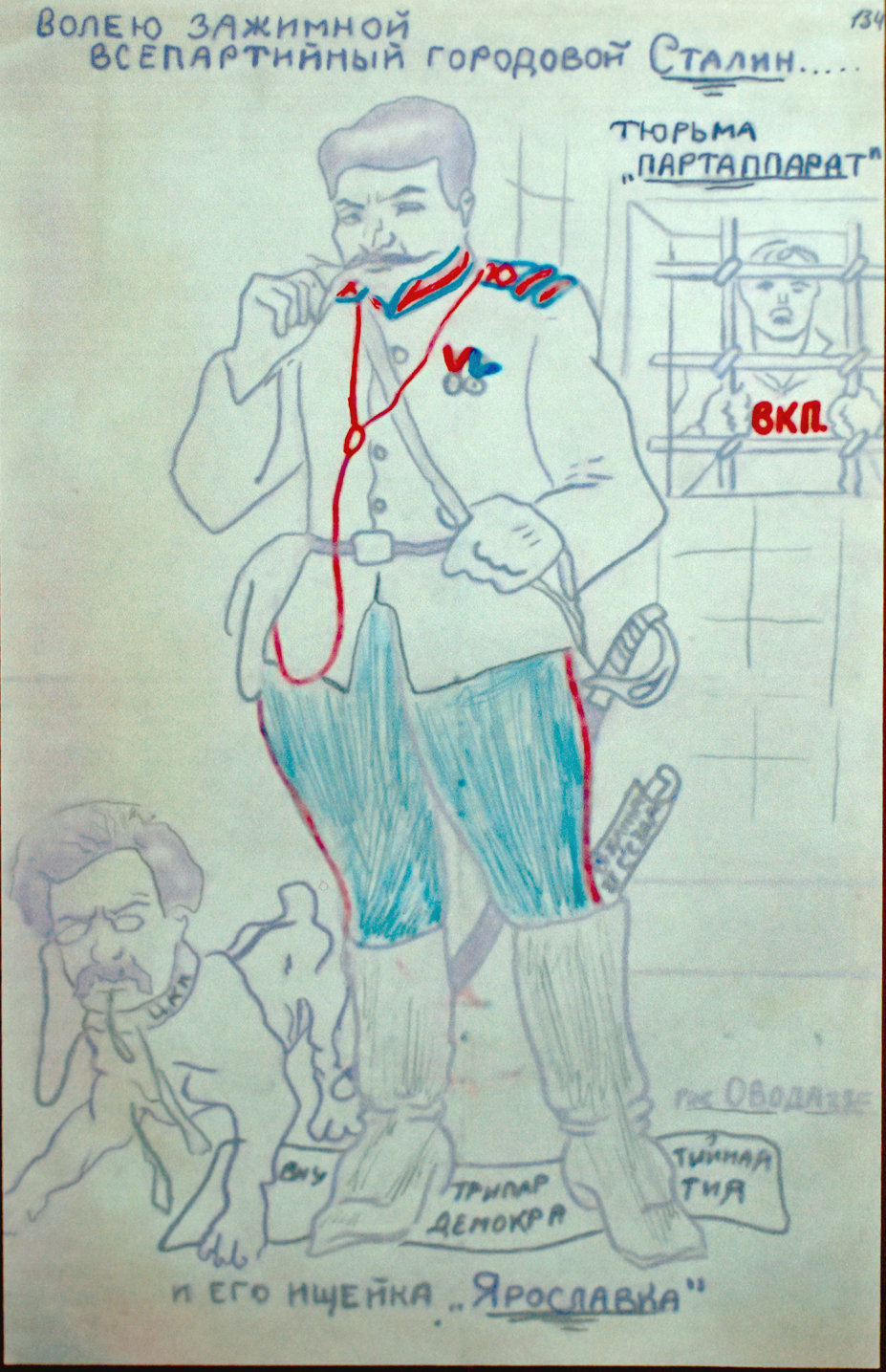
Валерий Межлаук (?). Карикатура на Иосифа Сталина и Емельяна Ярославского, 1927

Широкая советская аудитория впервые была поставлена перед фактом сочинения Сталиным в молодости стихов в его биографии за авторством члена Комиссии партийного контроля при ЦК ВКП(б) Емельяна Ярославского, вышедшей к 60-летнему юбилею Сталина в 1939 году, а затем переизданной в 1941 году. В частности, Ярославский привёл строки из стихотворения Сталина «Луне». Илизаров также отмечал, что в сборнике «Сталин. К шестидесятилетию со дня рождения» (контрольный экземпляр его сохранился в библиотеке самого Сталина) «Кобе-поэту, ценителю грузинской поэзии и фольклора, посвящено несколько страниц».
Доктор филологических наук Александр Еголин — автор статьи «И. В. Сталин и вопросы литературы» в сборнике «Иосифу Виссарионовичу Сталину. Академия наук СССР». В ней он воспроизводит рассказ Емельяна Ярославского о юношеских стихотворениях Иосифа Джугашвили (приводя цитату из одного стихотворения в переводе Александра Канчели), характеризует круг его чтения в юности, а также подробно анализирует отношение Сталина к стихотворениям Максима Горького, Александра Безыменского, поэзии Владимира Маяковского, письма Сталина к Демьяну Бедному, его обращения к стихам Николая Некрасова и цитаты из них в работах.
В 1985 году доктор философии Дональд Рейфилд опубликовал статью «Сталин как поэт», посвящённую анализу стихотворений Иосифа Сталина. Впоследствии он возвращался к этой теме в своих более поздних работах: в книге «Сталин и его подручные» (2004, дважды книга также издавалась на русском языке), где анализировал, кроме стихов Иосифа Джугашвили, поэтические опыты видных большевиков сталинского поколения, и в статье «Сталин, Путин и поэты», которая посвящена анализу поэтического творчества политических лидеров СССР в XX веке и их взаимоотношениям с поэтами-современниками. Рейфилду также принадлежит статья о Сталине-поэте в справочнике по литературе XX века Восточной Европы. Она опубликована под инициалами «DR».
Серьёзное внимание теме поэтического творчества Сталина уделил доктор философии по истории, специализирующийся на истории России и СССР, Саймон Себаг-Монтефиоре в книге «Молодой Сталин», вышедшей на русском языке в 2014 году. В связи с выходом книги на английском языке в 2007 году он разместил статью «Перед террором», посвящённую стихотворениям Сталина, в лондонской газете The Guardian.
Евгений Добренко рассматривает творчество Сталина в статье «Сталинский стиль. От романтической поэзии будущего к соцреалистической прозе Прошлого», 2014). Поэзия Сталина является также предметом анализа в статье «Поэзия власти: Стихосложение как социокультурный код» доктора философских наук Сергея Королёва (2012). Значительное место уделил поэтическому творчеству диктатора доктор философских наук Евгений Громов в книге «Сталин: искусство и власть».
Значительное место стихотворениям Сталина в своих монографиях «Тайная жизнь Сталина. По материалам его библиотеки и архива. К историософии сталинизма» (2002) и «Иосиф Сталин в личинах и масках человека, вождя, учёного» (2015), анализирующих личность диктатора на основе неопубликованных архивных источников, уделил доктор исторических наук Борис Илизаров.
В конце ХХ — начале XXI века редкая отечественная или зарубежная биография Иосифа Сталина обходилась без рассказа о его юношеских поэтических опытах. Среди примеров глубокого анализа стихотворений: книга Роберта Такера «Сталин. История и личность: Путь к власти. 1879—1929», книга профессора русской истории Роберта Джона Сервиса «Сталин», монография эмерит-профессора политологии и истории Рональда Григора Суни «Сталин: дорога к революции», издание «Сталин. Жизнь одного вождя: биография» за авторством доктора исторических наук Олега Хлевнюка и другие.

## Круг поэтических интересов Сталина

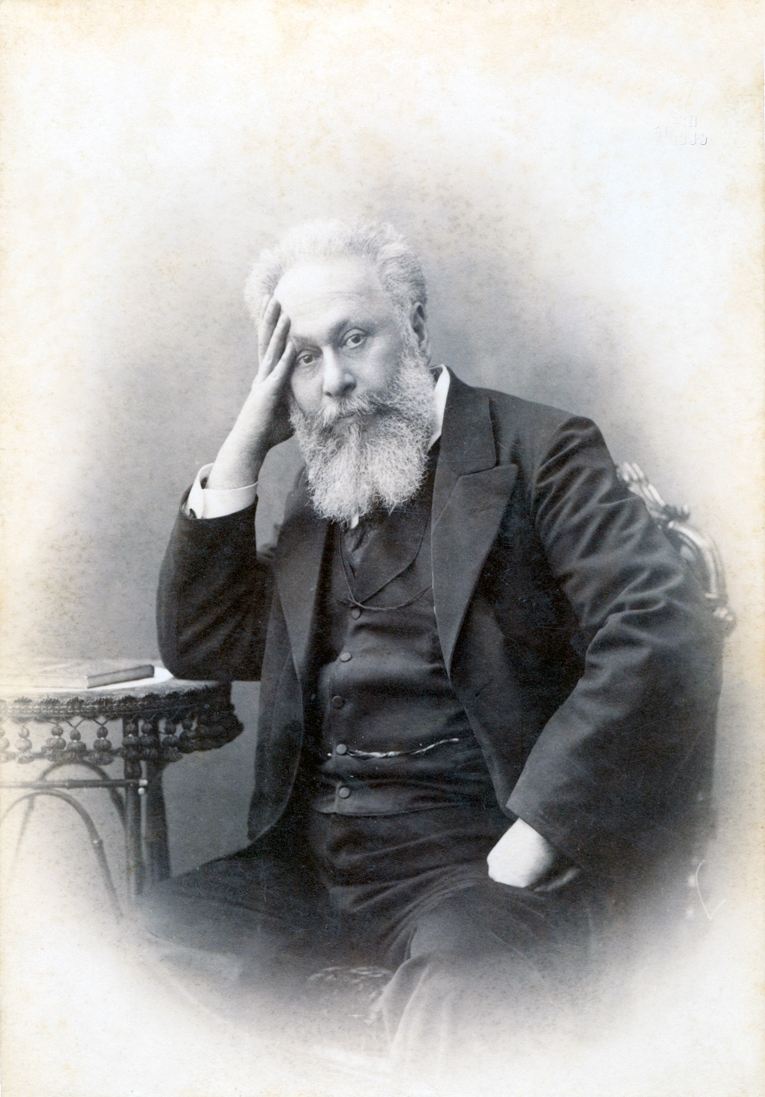
Акакий Церетели до 1915 года

Евгений Громов относил знакомство Иосифа Джугашвили с русской поэзией ко времени обучения в Горийском духовном училище. Однако он считал, что мемуаристы «несколько раздувают сам объём этого знакомства», и русскую литературу в действительности юноша стал глубоко изучать только в семинарии, когда хорошо освоил русский язык. К тому же к Петру Капанидзе, который как раз и сообщает в воспоминаниях о чтении Джугашвили стихотворений Николая Некрасова, Алексея Кольцова, Ивана Никитина, Иосиф Сталин «относился с некоторым недоверием».
Доктор философии по истории Альфред Рибер описывает состав библиотеки Тифлисской духовной семинарии, в которой учился Джугашвили: духовные, философские и литературные произведения (Уильям Шекспир, Джордж Гордон Байрон, Фридрих Шиллер в русском переводе), все номера «Современника» Николая Чернышевского, критические статьи Виссариона Белинского, Дмитрия Писарева, стихи Некрасова «и даже несколько номеров „Колокола“ Александра Герцена», грузинских книг не было, но библиотека выписывала немногочисленные грузинские литературные журналы.
Альфред Рибер, ссылаясь на неопубликованные мемуары одного из грузинских друзей Сталина, приводил фрагмент о причинах формирования революционных взглядов диктатора. Сталин сам утверждал, что в молодости прочёл много книг. Его интересовали книги Александра Казбеги, поэзия Рафаила Эристави, Александра Пушкина, произведения Ильи Чавчавадзе, Михаила Лермонтова и «сказания о витязях». Его привлекали в них герои, защищавшие интересы нуждающихся. Юноша мечтал вырасти, чтобы участвовать в борьбе за дело угнетённых. В воспоминаниях друга детства Александра Цихитатришвили действительно рассказывается об увлечении Иосифа Джугашвили в раннем детстве средневековым грузинским эпосом — по вечерам, вернувшись домой, дети пили чай, а перед сном маленький Сосо рассказывал сверстникам сюжеты из «Караманиани», «Амиран-Дареджаниани, или истории о Георгии Саакадзе». Сверстники не догадывались, откуда мальчик всё это знает. Вместе с тем мемуарист не оговаривает, что мальчик цитировал именно стихи. Рибер писал, что сначала Джугашвили хотел стать писателем, затем — сельским старостой, а после этого пришёл к марксизму.
Профессор Дональд Рейфилд называл интерес Сталина к поэзии «болезненным». Он сохранялся, даже когда диктатор был поглощён государственными делами. В пример Рейфилд приводил телефонный звонок Борису Пастернаку, уничтожение Осипа Мандельштама, изоляцию Анны Ахматовой, арест Михаила Лозинского после его перевода «Ада» Данте Алигьери и освобождение для перевода «Рая», расстрел Тициана Табидзе, доведение до самоубийства Паоло Яшвили, расстрел жены Галактиона Табидзе, спасение от гибели Колау Надирадзе и Давида Клдиашвили. Вывод британского литературоведа о поэтических предпочтениях Сталина: «модернистов он терпеть не мог. Те поэты его поколения, которые поддались символизму, декадансу и парнасскому космополитизму, были обречены, тех же, кто придерживался вразумительного романтизма — реальной основы социалистического реализма, пощадили». 

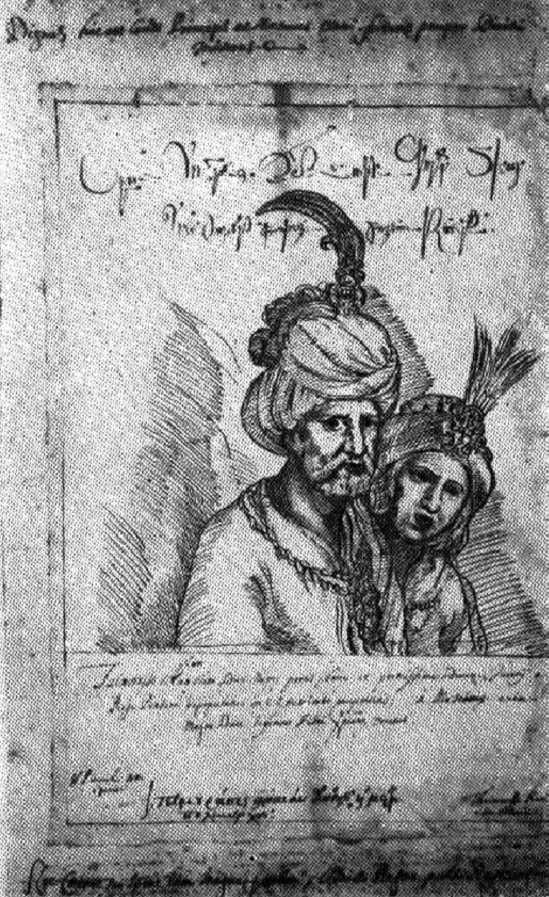
Кристофоро де Кастелли. Царь Кахетии в 1606—1648 и Картли в 1625—1632 годах Теймураз I и его жена

В статье «Сталин, Путин и поэты» (2009) Дональд Рейфилд утверждал, что шесть стихотворений Сталина следуют персидским традициям, в которых создавал свои поэтические опыты грузинский царь Теймураз I. Стихотворения Сталина, по мнению британского литературоведа, интересны как предсказание его «будущей паранойи». Сталин не мог равняться с выдающимися советскими поэтами, но, правя переводы, сценарии фильмов и советский гимн, он доказал, что был «блестящим редактором текста». Исследователь также писал, что стихотворения таких царей, как Теймураз I, Арчил II и Вахтанг VI, входили во времена детства Джугашвили в школьные учебники. Из всех этих царей Теймураз I, с точки зрения Рейфилда, больше всего похож на Сталина: его отправляли в турецкую, персидскую и русскую ссылку; в 1610 году умерла его первая жена, а мать была замучена в 1624 году, три его сына погибли от рук персов, дочь была заколота в 1660 году. Рейфилд считал, что жизнь Сталина пародирует (англ. «parodies») жизнь Теймураза. Однако прямо он не пишет о знакомстве юного поэта со стихами грузинских царей.
Доктор философских наук Евгений Громов писал, что Сталин знал много стихов наизусть. Известно, что поэмы Гомера, которые он изучал в греческом оригинале на занятиях в семинарии, оставили Сталина равнодушным. Саймон Себаг-Монтефиоре считал, что Сталин был воспитан на национальном эпосе «Витязь в тигровой шкуре» Шота Руставели, который, по словам исследователя, он знал наизусть. Близкую мысль высказывал Роберт Такер: «Одним из любимых произведений была грузинская поэма „Витязь в тигровой шкуре“ Шота Руставели». В детстве Сталин любил стихи двух других аристократов и национальных героев — князя Рафаэля Эристави (который был тогда его любимым поэтом) и Акакия Церетели. Уже будучи стариком, Сталин утверждал, что Чавчавадзе был великим писателем и «моё поколение выучило стихи Церетели наизусть… он по праву был назван соловьём Грузии». Также он читал Иоганна Вольфганга фон Гёте и Уильяма Шекспира в переводе и декламировал произведения Уолта Уитмена. Евгений Громов упоминал о знаний Сталиным пьес Шекспира и о высокой оценке пьесы «Буря».
Ромов включал в круг чтения Сталина также Алексея Кольцова, Ивана Никитина. Как только Сталин выучил русский язык, Некрасов сразу привлёк его внимание. На IV (Объединительном) съезде РСДРП в Стокгольме в 1906 году молодой Сталин ворвался в комнату своего товарища, а впоследствии близкого друга и члена Политбюро ЦК Климента Ворошилова и продекламировал ему целое стихотворение Некрасова. Миклош Кун приводил пример из воспоминаний самого Ворошилова. Он рассказывал, что после выздоровления его посетил Сталин, который много шутил и между прочим сказал: «поэзия и музыка возвышают дух, что полезно для здоровья». Сталин спросил его, любит ли он поэзию, а когда получил утвердительный ответ, то попросил прочесть некое стихотворение Некрасова. Сталин назвал его превосходным и заявил, что оно должно быть доведено до сведения как можно большего числа рабочих.
Илизаров допускал, что, прочитав в газете возвышенный некролог Александру Казбеги за авторством Ильи Чавчавадзе («Душа каждого грузина отныне качает его колыбель…»), Сталин увлёкся произведениями покойного поэта и именно под их влиянием, как он сам утверждал поздним биографам, в пятнадцать лет увлёкся революционными идеалами. Впервые это сообщил сам Сталин в 1931 году в интервью немецкому писателю Эмилю Людвигу. Борис Илизаров высказывал сомнения в правдивости подобных утверждений и ограничивался тем, что юный Джугашвили «в пятнадцать лет просто начинает воображать себя народным мстителем, борцом за справедливость и вести себя соответственно в Горийском духовном училище, а затем в семинарии».
В ссылке Сталин демонстрировал эрудицию в проблемах творчества Александра Пушкина (даже рассказывал другим ссыльным о процессе работы поэта над своими стихами), отрицательно высказывался о поэтах, опиравшихся только на интуицию и пренебрегавших логикой, неодобрительно высказывался о творчестве Дмитрия Мережковского.
Илизаров обнаружил в личной библиотеке Сталина поэтическую эпопею Георгия Леонидзе «Сталин. Детство и отрочество» (1939, место издания — Кутаиси, на грузинском языке). Он подчёркивал, что в 1947 году уже в Москве эта книга была роскошно издана в переложении поэта Николая Тихонова, который считался ценителем и знатоком грузинской поэзии. 

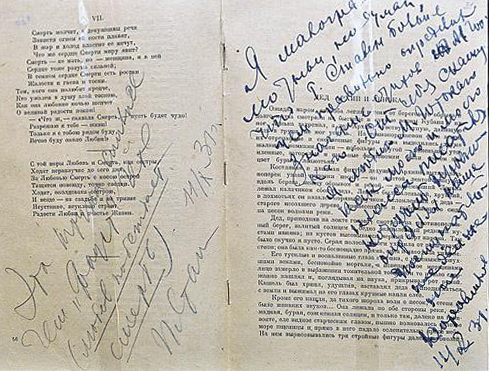
Автограф Сталина на издании сказки «Девушка и смерть» (левая страница). На правой странице автограф Климента Ворошилова

Борис Илизаров подробно анализировал интерес позднего Сталина к поэтическому творчеству Максима Горького. Он обнаружил в архиве Сталина макет неопубликованной книги «Стихов» Максима Горького. Он был подготовлен к изданию в 1950 году. Илизаров писал, что Сталин «счёл необходимым» сам осуществить цензуру сборника стихотворений писателя. Сборник, однако, так и не вышел. Среди планируемых к публикации стихов были небольшие стихотворные тексты из прозаических книг Горького: фольклорные записи, стилизации под народные частушки и распевы, а также написанные в манере белого стиха: «Песня о Соколе», «Песня о Буревестнике»... Илизаров считает, что ещё до войны последние вошли в школьные учебники литературы с санкции Сталина.
Миклош Кун сообщал в своей книге о Сталине 2003 года, что одно из стихотворений Горького использовалось Сталиным в подпольной работе для шифрования переписки с товарищами (англ. «use Gorky’s poem Oltenian Legend for coding their correspondence»). В архиве Сталина сохранился его рукописный экземпляр стихотворения с пометками Надежды Крупской на полях: «1912, 1913?» (РГАСПИ. Ф. 558. Оп. 1. Д. 5167).
Серьёзное внимание Сталина-цензора в 1950 году привлекла поэтическая сказка «Девушка и смерть». В тексте её составители сборника поместили фотокопию надписи Сталина на странице более раннего издания: «Эта штука сильнее, чем „Фауст“ Гёте (любовь побеждает смерть). 1 1 / Х — 31 г. И. Сталин». В этот раз Сталин синим карандашом вычеркнул фотографию с собственной характеристикой. Доктор философских наук Евгений Громов утверждал, со слов Илизарова: «читатель-Сталин в 1931 году был в подпитии и потому опрометчиво дал неадекватную оценку сказке, сравнив её с величайшим мировым шедевром. Через двадцать лет от завышенной оценки отказался». Илизаров отказывался считать подобный вывод правильным. Он полагал, что Сталин в 1931 году отметил «не её поэтическое превосходство, а… превосходство философское» — «любовь „околдовывает“ смерть». К 1950 году Сталину такая концепция уже показалась «нелепой». Илизаров отмечал, что в сборнике Горького Сталин удалил «все белые стихи и оставил, за редким исключением, почти все, даже слабые рифмованные произведения». Исследователь делал вывод, что политик воспринимал стихи исключительно в «традиционной рифмованной форме». Однако, по его мнению, это соответствовало существовавшим в русской поэзии художественным предпочтениям. Белый стих в XX веке «многие профессионалы и любители поэзии» не считали полноценной поэзией. Другое объяснение давал правкам Сталина в этом макете будущего издания Евгений Громов. По его мнению, «есть основания предположить, что Сталин выразил здесь затаённое негативное отношение… к поэтическим опытам пролетарского классика».
Илизаров отказывался верить словам Светланы Аллилуевой, которая утверждала: «Отец не любил поэтического и глубоко-психологического искусства. Я никогда не видела, чтобы он читал стихи…». Эту фразу он называл свидетельством, насколько дети плохо знают своих родителей. В то же время Илизаров писал: «поэтическое чутьё [зрелого Сталина] навсегда осталось на уровне пятнадцатилетнего семинариста провинциального духовного училища». Хотя, по мнению исследователя, политик сохранял интерес к поэзии и следил за творчеством таких поэтов, как Борис Пастернак, Осип Мандельштам, Владимир Маяковский, Демьян Бедный, Александр Твардовский, Константин Симонов, в стихотворении, в котором Горький пародирует салонную поэзию конца XIX века, прославляющую «возвышенность» чувств к женщине, Сталин воспринял её как искреннюю страсть, перепутав с «жеманной патетикой», которую имел в виду автор стихотворения, а «псевдодекадентские вирши из „Вареньки Олесовой“ и фривольные частушки из „Мальвы“» Сталин предлагал включить в сборник стихотворений Горького. В 1935 году партийная газета «Правда» опубликовала статью о недавно скончавшемся Владимире Маяковском, в которой содержалось высказывание Сталина о нём как о «лучшем и наиболее талантливом» поэте.

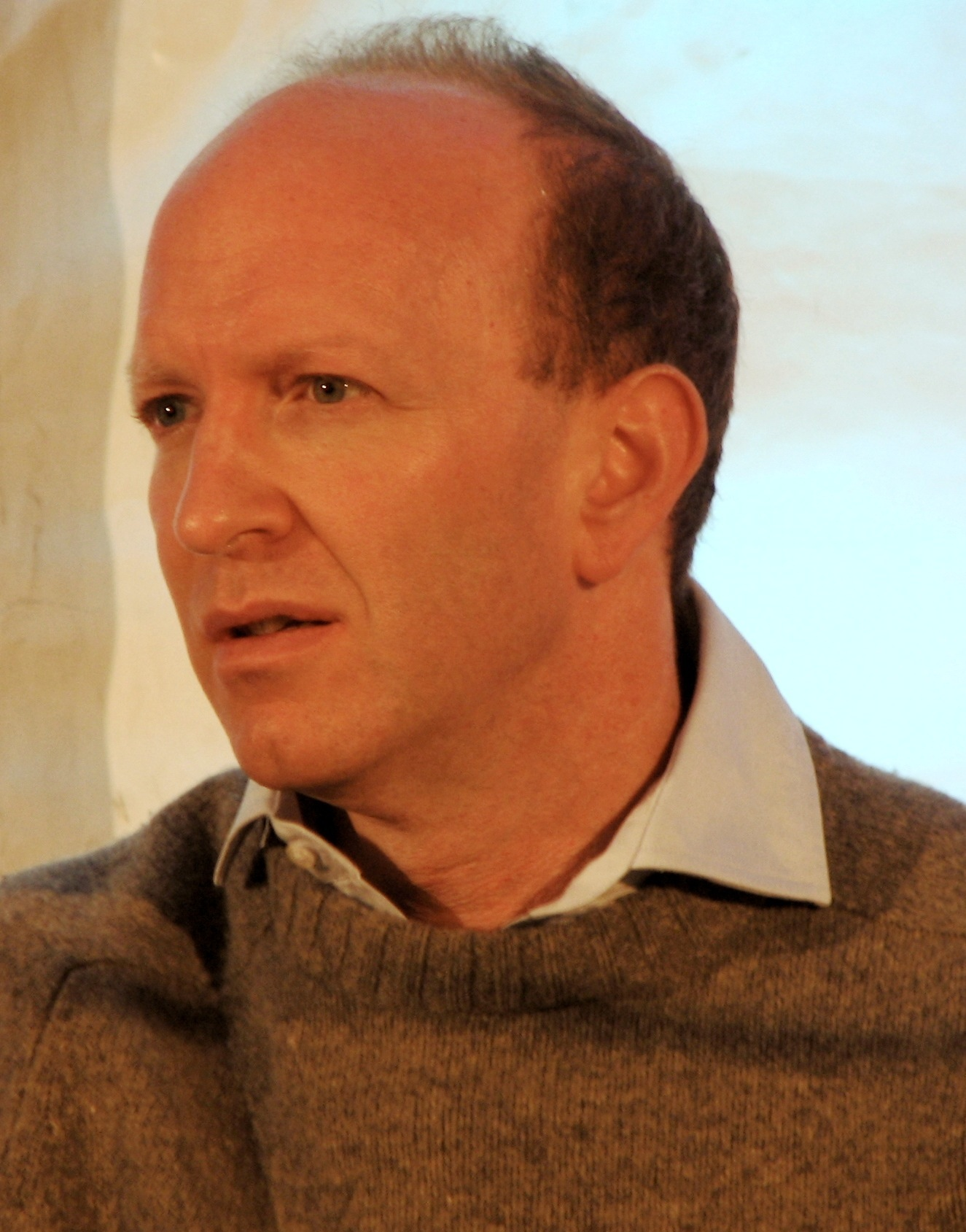
Саймон Себаг-Монтефиоре в 2010 году

Саймон Себаг-Монтефиоре отмечал в Сталине «навязчивый, разрушительный интерес к литературе, а также почитание и [одновременно] зависть к таким поэтам, как Осип Мандельштам и Борис Пастернак». В 1934 году Мандельштам написал стихотворение с нападками на Сталина. Гнев Сталина, по мнению Саймона Себаг-Монтефиоре, удвоился из-за того, что это было именно стихотворение. Как иронизировал английский исследователь, Мандельштам не догадывался, что в личности лидера партии «скрывался классически образованный литератор с удивительными знаниями и вкусом».

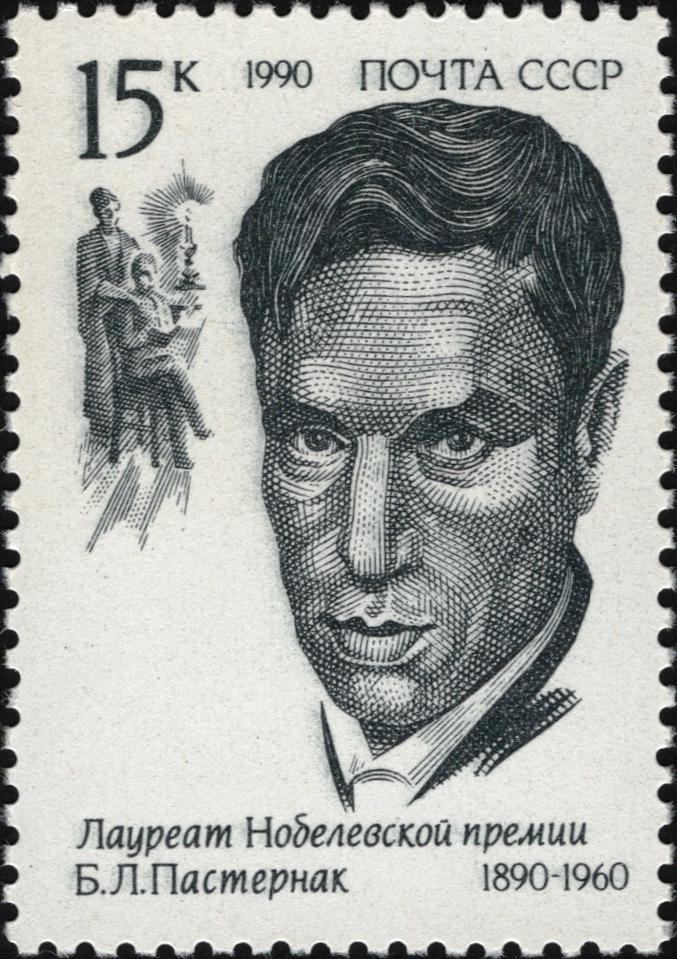
Борис Пастернак на советской почтовой марке, 1990 год

Английский историк утверждал, что Сталин «предпочитал убивать партийных писак вместо блестящих поэтов». Он утверждал, что судьба Мандельштама была решена не только его самоубийственным решением высмеять Сталина в стихах, но и слабоволием Пастернака, который побоялся утверждать, что Мандельштам был гением, когда Сталин поинтересовался в телефонном разговоре его ролью в современной советской поэзии. Тем не менее Мандельштам был приговорён не к смертной казни, а к каторжным работам в ГУЛАГе. Самого Пастернака Сталин спас от репрессий. Евгений Громов, рассказывая о телефонном разговоре Сталина с Пастернаком, делал акцент на высокой оценке политиком поэта, на желании Пастернака поговорить со Сталиным не только о Мандельштаме, но и «о жизни и смерти» (услышав эти слова, Сталин повесил трубку), а также о разрешении секретаря Сталина Пастернаку открыто рассказывать о телефонной беседе с вождём.
Свидетельства интереса Сталина к стихотворениям и басням Николая Эрдмана приводит в своей книге Громов. Закончилось это для Эрдмана арестом и полным отказом его от занятий поэзией. Резко отрицательным отношением к сочинениям Демьяна Бедного Сталин отметился в 1930 году, когда в ответ на обращение к нему поэта он обвинил его в клевете на советский строй и антирусских настроениях. Высоко ценил Сталин поэзию Константина Симонова, но критически высказывался о послереволюционном периоде творчества Анны Ахматовой.
Доктор исторических наук Борис Илизаров писал, что из архива Сталина было передано в Российскую государственную библиотеку редкое прижизненное издание 1837 года романа Пушкина «Евгений Онегин». По мнению исследователя, это свидетельствует, что у Сталина любовь к поэзии сохранилась на всю жизнь. В то же время отношение к поэтам он характеризовал как противоречивое: он оказал протекцию многим поэтам, но многих погубил, так как знал «силу поэтической речи, умноженную на сатиру и сарказм».
Профессор русской литературы Иерусалимского университета, доктор философии Михаил Вайскопф в монографии «Писатель Сталин» анализирует прозаическое творчество диктатора, но в главе «Литературная эрудиция» затрагивает и его поэтические творчество и предпочтения. Учёный основывался в своих выводах не на воспоминаниях современников, а на изучении работ самого Сталина. Он писал, что компетентность Сталина в литературе советской эпохи «сомнений не вызывает», а вот «в классической традиции Сталин почти не ориентируется». В его выступлениях «ни разу не встречаются герои и примеры из гуманистической классической литературы» (к таковым исследователь отнёс Пушкина, Лермонтова, дореволюционное творчество Горького). Сам Вайскопф нашёл в работах Сталина лишь один искажённый фрагмент «Полтавы» Александра Пушкина и не менее изувеченную цитату из «Песни о Буревестнике» Максима Горького. Среди русских поэтов другого (критического) направления политик предпочитал Ивана Крылова. Вайскопф утверждал, что цитаты из него Сталин «приводит анонимно, будто из вторых рук, и походя перевирая текст». Например, «Недаром говорят: Беда, коль пироги начнёт печь сапожник!…”» вместо «начнёт печи». Чаще всего он упоминал басню «Пустынник и медведь». В речи «О задачах хозяйственников» Сталин также анонимно процитировал поэму «Кому на Руси жить хорошо» Некрасова («Ты и убогая, ты и обильная, ты и могучая, ты и бессильная, матушка Русь»). Вайскопф предполагал, что диктатор мог и не держать никогда эту поэму в руках, так как именно этот фрагмент из неё был эпиграфом к статье Владимира Ленина «Главная задача наших дней», его также часто цитировали народники.
В том, что Сталин не упоминал автора цитируемого им произведения, Вайскопф увидел «инстинктивную конспиративность, с методом тёмного намёка, намеренной деперсонализацией объекта, предшествующей его прямому называнию». Михаил Вайскопф писал, что всё это плохо соединяется с образом юного поэта и «с легендами о чуткости к поэтическому слову» Сталина в зрелые годы. Исследователь даже иронизировал: «В юности он действительно был стихотворцем, достаточно бездарным, чтобы войти в хрестоматию». Из зарубежных поэтов он упоминал Генриха Гейне, да и то не в связи с его стихотворениями, а из-за удачной шутки, но и её он мог узнать не из оригинала, а из дореволюционной социал-демократической прессы. Трижды (в 1912, 1917 и 1924 годах) Сталин цитировал слова «Мы живы, кипит наша алая кровь огнём неистраченных сил» анонимно, а в четвёртый раз приписал их Уолту Уитмену. В действительности же стихотворение «Не скорбным, бессильным, остывшим бойцам» принадлежит народнику Владимиру Богораз-Тану, который по неизвестной причине собственное стихотворение приписал авторству Уолта Уитмена. Вайскопф считал, что следует доверять Светлане Аллилуевой, которая писала, что отец не любил поэзию и она никогда не видела у него в руках ничего, кроме поэмы Шота Руставели.

## Стихотворения Сталина в оценке литературоведов, историков и культурологов

### Стихотворения Сталина в оценке отечественных исследователей
Кандидат исторических наук Николай Капченко отказывался оценивать литературные достоинства стихотворений. По его мнению, в них интересны два аспекта. Они определились у автора уже в середине 1890-х годов, а впоследствии обстоятельства жизни ещё больше закрепили их значение для Иосифа Джугашвили:
- патриотизм и национальное достоинство его автора;
- наличие чётко выраженных социальных мотивов, а также оценки индивидуальности и общественной роли личности.

Кандидат филологических наук Евгений Добренко указывал, что, рассказывая об увлечении юного Сталина поэзией, биографы воспринимают этот факт как свидетельство свойственного ему романтизма и даже увлечения ницшеанством. Сам Евгений Добренко низко оценивал стихотворения Иосифа Джугашвили. Он называл их «типично ученическими, если не сказать школярскими». Он находил в поэзии молодого семинариста перепевы «мотивов грузинского романтизма». Исследователь выделял в них два начала: 1) бунтарское, как раз и связанное с романтизмом, и 2) историко-националистическое, обращающееся к «Золотому веку» истории Грузии и идеализирующее его. Присутствовали также «резкие перепады настроений бунтующего автора и мятущегося героя» — например, в стихотворении «Луне» её свет должен «развеять тумана мрак густой» и «озарить отчий край». Главной фигурой, по мнению исследователя, для юного семинариста является Пророк — фигура, характерная и для грузинской, и для русской поэзии (ему посвящали стихи Александр Пушкин и Михаил Лермонтов). Однако Добренко чётко определял различие: Пророк и Ангел в русской литературе — исполнители воли Бога, поглощённые своей миссией и поэтому чуждые обществу, а у Сталина пророк — трагическая личность без намёка на «религиозное измерение». Пророк в его стихотворении лишён божественной благодати, он — литературный романтический герой, то есть он — сам Поэт, пытающийся донести до окружающих правду и мечту, разбудить в них дремлющий разум, но встречаемый людской ненавистью.
Добренко отмечал тотальность трагизма героя поэзии Иосифа Джугашвили: Пророк и поэт отвергнут обществом, старый крестьянин Ниника, славившийся прежде ловкостью, теперь сломлен старостью и приближающейся смертью. Исследователь отказывался видеть в стихотворениях Сталина реальную жизнь и подчёркивал их «сугубую литературность». Вывод, который делал Добренко на основе анализа поэтического творчества семинариста: «Юный Сталин был типичным эпигоном, а его стихи — настоящим кадастром штампов европейского романтизма и персидского орнаментализма… [сталинское творчество] в своём эстетическом развитии в начале XX века ещё пребывает в веке XIX». Исследователь утверждал, что в случае Сталина верность традиции доходит до «рабской подражательности» и «отсутствия чувства меры». При этом поэт не замечает «абсолютной китчевости» своих творений. Это Добренко объяснял «невоспитанностью чувств» и «антимодернистской установкой» автора. Исследователь считал, что Сталин отвергал не только авангард, но и модернизм.
Добренко писал, что «сталинские стихи — это мета-поэзия». Центром её внимания является сама поэзия. В стихотворении «Когда крестьянской горькой долей…» образ грузинского поэта князя Эристави представляется исследователю театрально-народническим «певцом», который растроган тяжёлой долей крестьянства и поэтому решил связать свою жизнь с его судьбой, а одновременно, как юноша, влюблён в неё (крестьянскую долю), поэтому посвящает ей свои мечты. Служение поэта величию своей страны в будущем увенчает всенародная и долгая слава. Все перечисленные образы Добренко характеризует как «вторичную образность, проникнутую сильным националистическим духом». По мнению исследователя, орнаментальная красивость, национализм, «героическая поза» стихов Сталина в будущем будут воспроизведены в соцреализме. Борис Илизаров не видел в национальном духе стихов Сталина ничего удивительного, по его мнению, «представители всех без исключения течений, в том числе и будущие социал-демократы, не могли не оказаться под влиянием идей грузинского национального освобождения и культурного возрождения».
Добренко утверждал, что впоследствии «китчевая красивость, отсутствие чувства меры и стилевая конвенциальность оборачиваются в политике абсолютным „чувством массы“ — точной проекцией массовых вкусов; опора на 
национальную риторику и язык возвышенного — ответом на массовое же беспокойство; романтическая приподнятость и героика — сублимацией стихийных тревог, испытываемых массами. Отсутствие самоиронии оборачивается знаменитым сталинским чёрным юмором и редким политическим цинизмом». Всё это направляло Сталина в политике к историческому детерминизму и логизированию в области политики.

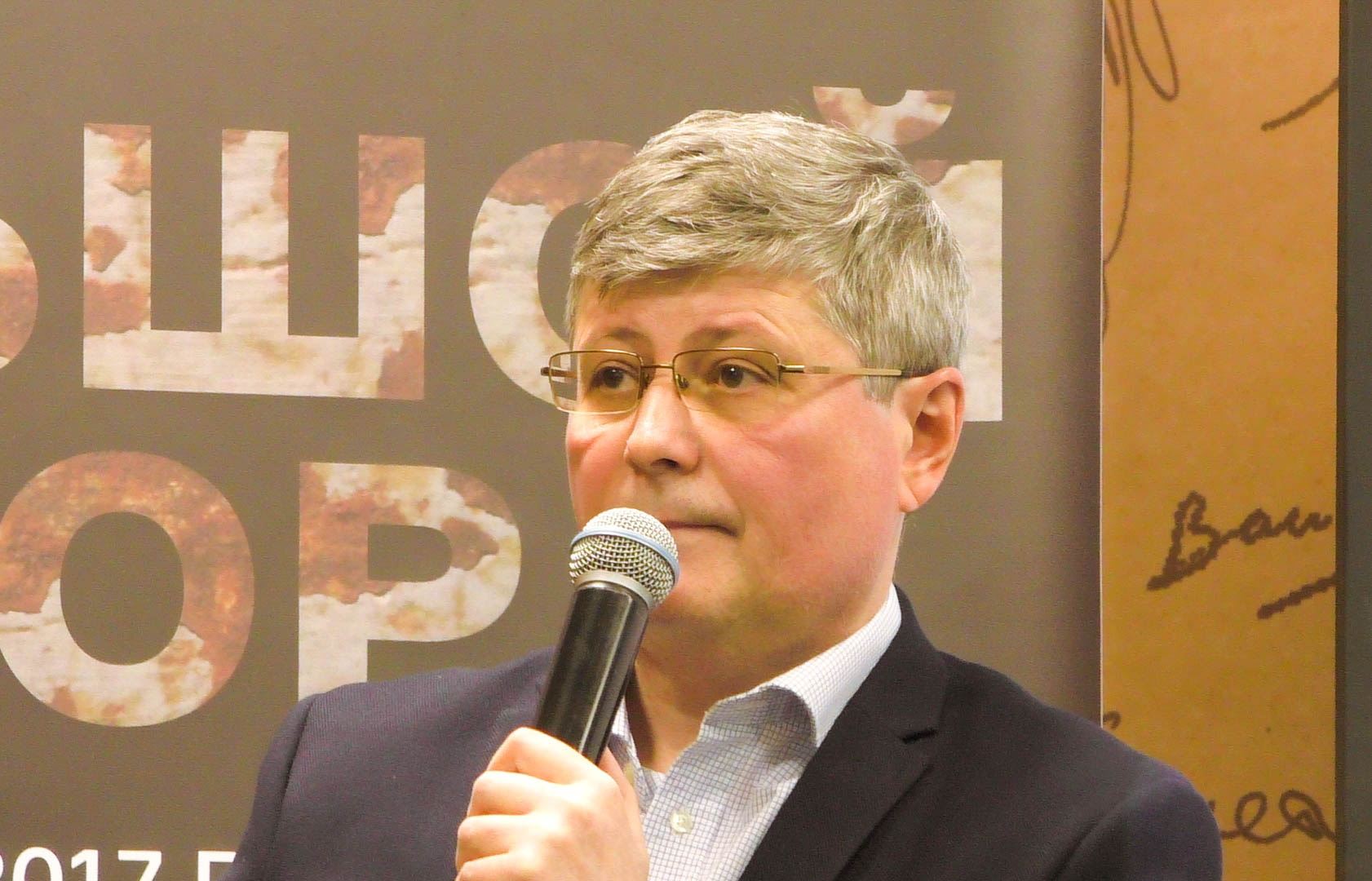
Олег Хлевнюк в 2017 году

Доктор исторических наук Борис Илизаров дважды в своей монографии называл сочинения Сталина «хорошими стихами», а самого автора «нежным сентиментальным поэтом». Саймон Себаг-Монтефиоре не сомневался в творческих способностях Сталина: «Сталин обладал удивительным талантом к романтической поэзии». Исследователь отмечал, что Илья Чавчавадзе «был глубоко впечатлён как стихами, так и поэтом, которого он назвал „молодым человеком с горящими глазами“». Сам же Себаг-Монтефиоре писал, что «Сталин не был грузинским Пушкиным. Романтические образы стихотворений являются производными, но их красота заключается в ритме и языке».
Доктор исторических наук Олег Хлевнюк считал, что к поэзии Сталина привело «увлечение романтическим бунтарством, окрашенным в цвета грузинского национализма». Стихи Сталина воспевали служение родине и народу. Они свидетельствовали, по мнению исследователя, о благородных помыслах семинариста, вдохновлявшегося примером демократической интеллигенции. Сами же стихи Хлевнюк характеризовал как «наивные и невыдающиеся» строки. По мере взросления инакомыслие Иосифа Джугашвили становилось значительно более радикальным — он бросает писать стихи и начинает увлекаться политической деятельностью.
Доктор филологических наук, кандидат исторических наук Борис Соколов утверждал, что Сталин в зрелые годы прекратил сочинение стихов и, как ему представляется, «утратил интерес к поэзии, которая превратилась для него в не более чем средство агитации». Исследователь, считал, что эпитеты в стихотворениях Джугашвили предсказуемы и уже превратились в штампы, выдающимися художественными достоинствами они не обладают. Включение же их в пособия по грузинской литературе он объяснял тем, что издатели видели в них «образец грамматически правильно построенной и соответствующей романтическому канону поэтической речи». В настоящее время никто бы о них не вспоминал, если бы их автор не сделал политической карьеры.
Доктор философских наук Евгений Громов давал стихам Сталина следующую оценку: «как первый опыт они недурные, в них есть мысль и настроение. Они несколько сентиментальны, что отнюдь не порок». Уничижительную характеристику стихотворениям Сталина дал профессор Дмитрий Быков: «Джугашвили в молодости пописывал стишки на родном языке — весьма заурядные, о „розочке и козочке“: о луне, которая плывёт над горами, о соловье, который пением своим приветствует утро и напутствует школьников учиться во славу Родины...». Таким образом автор цитаты пересказывает содержание стихотворения «Утро».
Доктор философских наук Сергей Королёв охарактеризовал сочинения Сталина как «стихи весьма романтического свойства» и утверждал, что в юности он собирался перевести на русский язык «Витязя в тигровой шкуре», но не смог осуществить это в силу недостаточного знания русского языка. В отношении художественных достоинств стихотворений Иосифа Джугашвили он высказывался чрезвычайно осторожно: «Некоторые даже утверждают, что Сталин был (или мог стать) неплохим поэтом. Не берусь судить об этом, поскольку стихи молодого Сталина были написаны и опубликованы на грузинском языке, и неспециалисту очень трудно разобраться, что является достижением и недостатком автора, а что — переводчика». Королёв писал, что он не сумел вывести некую закономерность, пытаясь обобщить опыт сочинения поэтических опытов лицами, стоявшими на вершине пирамиды власти в СССР. Связано это, с точки зрения исследователя, 1) с различием социальных эпох, в которые они жили, и 2) с различной мотивацией у каждого из них. Для Сталина, по мнению Королёва, поэзия «была сферой, где реализовывалось его честолюбие, жажда славы, успеха, проявлялась некая внутренняя энергетика». Поэзия для него «могла бы стать одним из тросов, которые тянут… социальный лифт вверх».
Королёв считал, что «в силу каких-то, не вполне ясных до сего дня причин» Сталин не сумел реализовать себя в поэтической сфере, поэтому его энергия и честолюбие трансформировались в «энергию революции», а затем и борьбы за власть. Некоторые особенности личности и ментальности Сталина проявлялись как в сфере поэтической, так и в сфере политической. Завершившей эту трансформацию, по утверждению исследователя, можно считать правку Сталиным с красным карандашом в руке гимна Советского Союза. Сталин стал не поэтом номер один, «но суперредактором, стоящим над всеми поэтами страны… не только цензором, что само собой разумеется, — а реальным, действующим редактором». В это же время он уже является «редактором жизней тех, кто эти стихи производит». Информация Королёва о редактировании гимна в расширенной версии содержится в более ранней книге кандидата исторических наук Миклоша Куна. Он приписывал Сталину редакцию следующих стихов гимна: «Союз нерушимый республик свободных / Сплотила навеки Великая Русь». С точки зрения венгерского исследователя, это свидетельствует о том, что «русский шовинизм становился государственной идеологией».

### Стихотворения Сталина в оценке зарубежных исследователей
Профессор Рональд Хингли в книге «Сталин: Человек и Легенда» (1974) писал, что если приписываемые Сталину стихотворения действительно принадлежат ему, то они выдают «сентиментальность, которая редко присутствует где-либо ещё в его суровой карьере». Также в них присутствуют мотивы грузинского патриотизма и даже отдельные призывы к Всевышнему, «что предполагает верность идеологиям, от которых он рано отрёкся или которые никогда не принимал». Читателям стихов юноши Хингли напоминал, что мемуары действительно описывали его как страстного любителя природы, каковым он предстаёт и как предполагаемый автор стихов. Кроме расплывчатых упоминаний о «страдающем крестьянстве», стихи, приписываемые Сталину, не имеют революционного подтекста. Хингли даже предполагал, что именно это стало причиной потери интереса официальных пропагандистов к ним.
Доктор исторических наук Тамаш Краус в соавторстве с Ласло Белади в книге «Сталин» (1989) ставили факт сочинения Иосифом Джугашвили стихотворений в контекст его пребывания в семинарии: «молодой человек, думавший самостоятельно и отличавшийся упрямством, должен был бороться за себя». Его сознание двигалось «от религиозной ортодоксии к либерально-националистическим воззрениям, а затем в дальнейшем привело к более рациональным взглядам». Все стихотворения Джугашвили, по мнению авторов книги, носили не более чем «печать либерально-социалистических настроений».

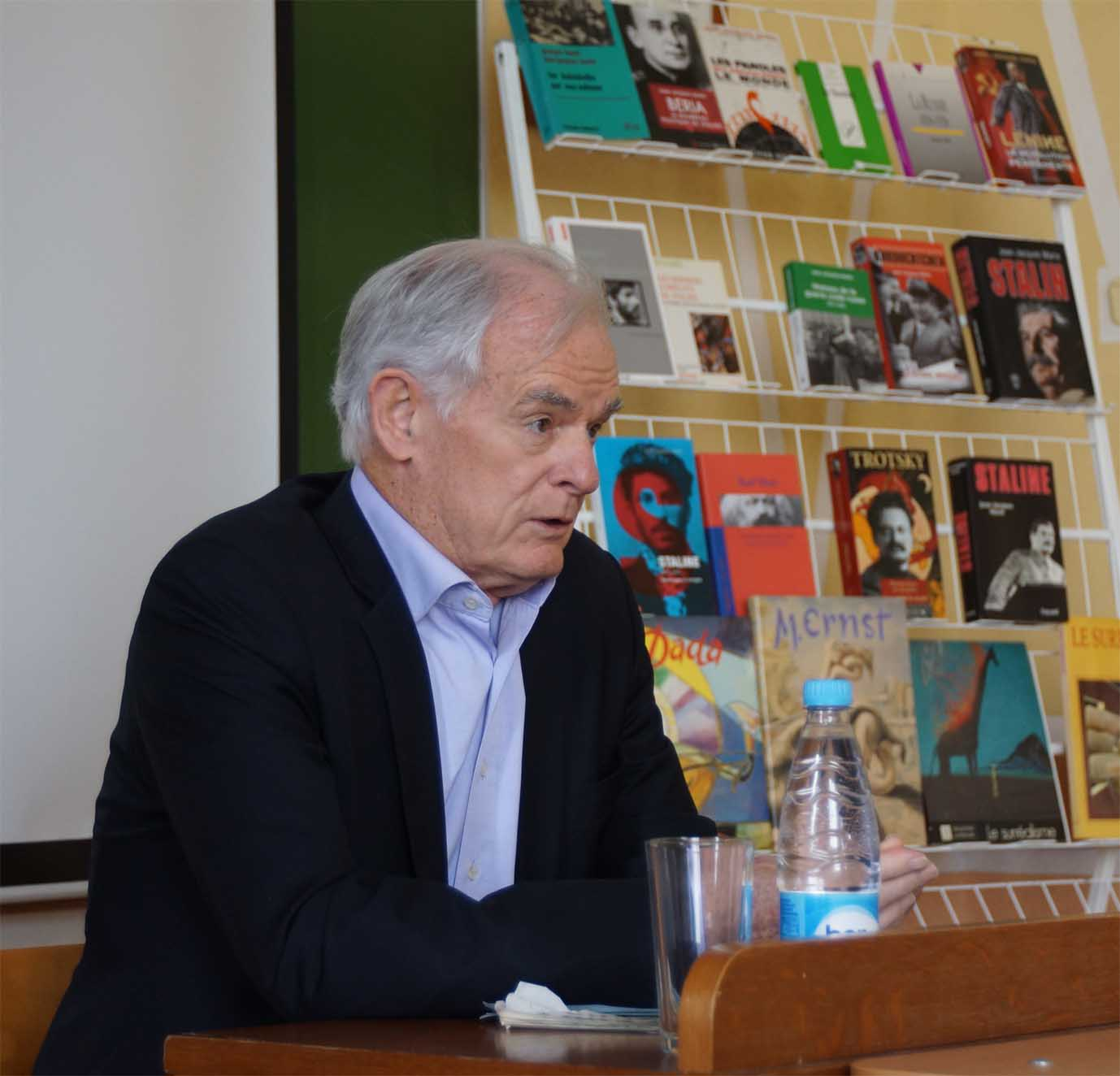
Жан-Жак Мари в 2020 году

Доктор философии Роберт Конквест отмечал ошибки в наиболее распространённом русском переводе стихотворений Сталина. В грузинском оригинале стихотворения «Луне», вместо слова «великий» стоит «святой», а в других стихах есть строчка «велик промысел Всевышнего», которая отсутствует в русском переводе. Стихи, по мнению Конквеста, — проявление любви к Грузии, к её деревне, истории, сочувствия к угнетённым крестьянам.
В книге «Сталин», изданной в 2001 году на французском языке, Жан-Жак Мари писал, что стихотворения Иосифа Джугашвили воспевают красоту природы Родины, называют проблемы и надежды поэта, пытаются выразить его призвание певца, описывают луну, цветы, птиц, страдания народа и трагедию певца-благодетеля неблагодарного народа. Французский историк считал, что достаточно традиционные романтические темы не выдают внутреннего бунта их автора против семинарского режима. По мнению Жана-Жака Мари, Джугашвили в то время ещё не проявлял «признаков бунта». Правила семинарии запрещали студентам публиковать что-либо в печати за своей подписью. Однако, по мнению историка, псевдонимы под публикациями чрезвычайно прозрачны, но эти стихи настолько безобидны, что ректор Тифлисской духовной семинарии и один из будущих лидеров обновленчества архимандрит Серафим мог сознательно их проигнорировать. Жан-Жак Мари признавал, не называя имён, что некоторые историки отрицают авторство Сталина этих стихотворений. Однако в 1948 году секретарь Центрального комитета ВЛКСМ Александр Шелепин (так у автора) попросил Арсения Тарковского перевести их на русский язык к семидесятилетию Сталина, тем самым подтвердив, что он действительно является автором. Завершал свои размышления Мари выводом: «поэзия окажется для него [Сталина] лишь мимолётным развлечением» (фр. «La poésie n’aura été pour lui qu’un dérivatif passager»). Причины же кратковременного обращения к поэзии он видел в увлечении юноши чтением (Мари называл его «безумие чтения») и в резком ухудшении здоровья в первый год обучения в семинарии.

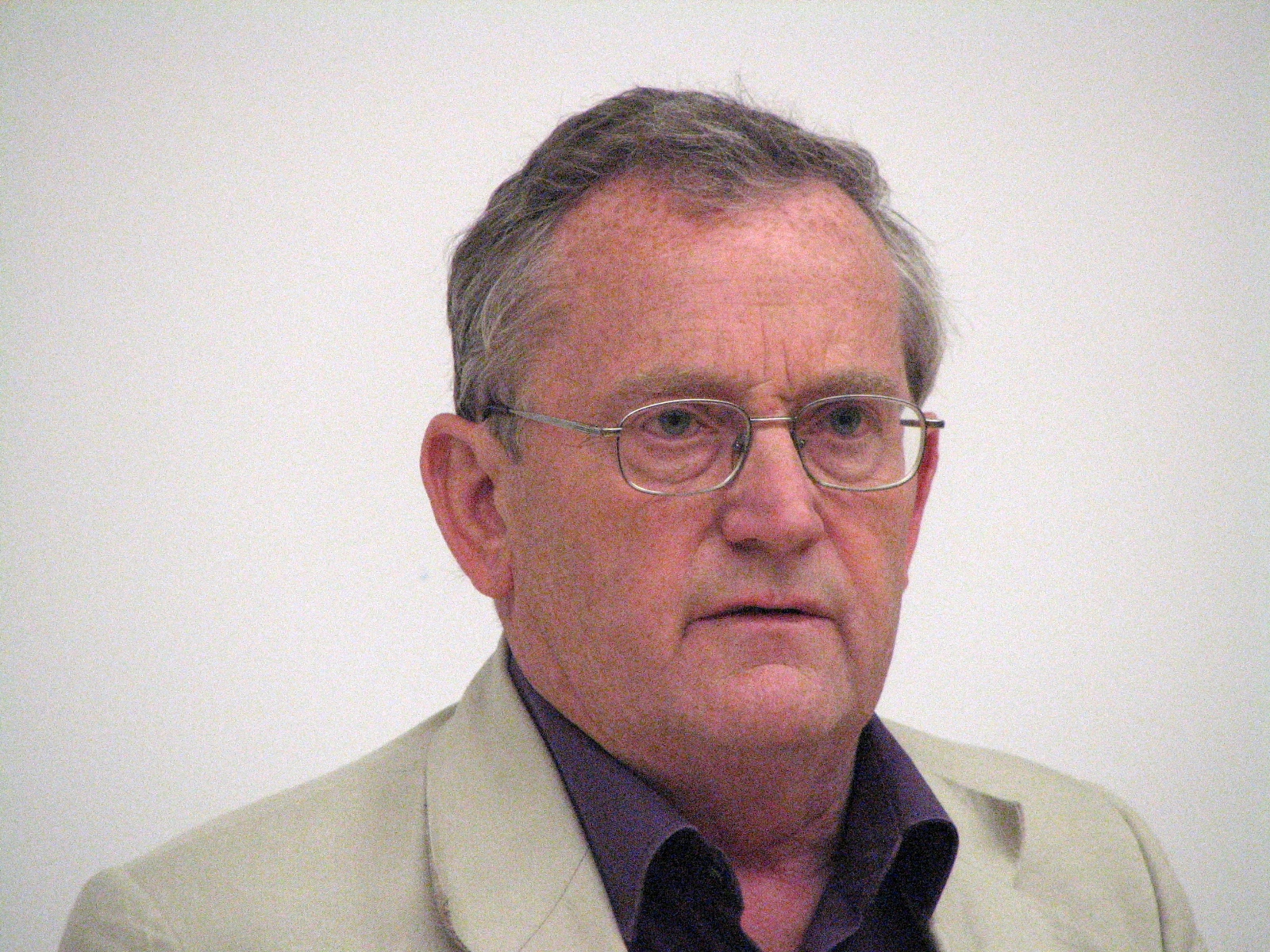
Роберт Сервис в 2011 году

В книге Роберта Сервиса «Сталин» (2004) содержится утверждение, что Иосиф Джугашвили имел бо́льшую уверенность в себе, чем его однокурсники по семинарии. Он писал стихи ещё до поступления в неё, а сразу после прибытия в Тифлис приступил к их публикации. Псевдонимы, под которыми стихотворения опубликованы, были необходимы, чтобы избежать разоблачения со стороны ректора и инспектора семинарии.
Оценивая художественные достоинства опытов юноши в поэзии, Сервис писал: «никто не стал бы утверждать», что в переводе они являются высоким искусством, но в грузинском оригинале стихотворения имеют «признанную всеми образцовую чистоту языка» (англ. «in the Georgian original it has a linguistic purity recognised by all»). Сервис отмечал в стихах Иосифа Джугашвили националистический оттенок, но сдержанный, чтобы не раздражать цензуру. Его образы, по мнению историка, были образами многих писателей колоний Европы и Азии того времени: «гора, небо, орёл, родина, песни, мечты и одинокий путник». Наиболее отчётливо, как считал Сервис, политическая ориентация прослеживается в стихотворении, посвящённом Эристави. Понимание необходимости социальных и экономических реформ сделала Эристави противником «статус-кво» Грузии в составе Российской империи. По мнению Сервиса, нет никаких сомнений, что и юный поэт в стихотворении, посвящённом Эристави, выступал против этого «статус-кво». Комментируя же слова «одного из соратников Иосифа», что это стихотворение «было истолковано как революционное по содержанию», Сервис писал, что это, вероятно, преувеличение. Исследователь также утверждал, что «легенда об отвергнутом грузинском юноше была плодом воображения Сталина». В действительности его приветствовала грузинская культурная элита — «Тбилиси обещал реализовать амбиции» юноши. Так завершал свои рассуждения о поэзии Сталина Сервис.
Доктор философии Дональд Рейфилд в статье в научном журнале Poetry Nation Review за январь — февраль 1985 года, посвящённой Сталину-поэту, отвечая возможным оппонентам, писал, что подделка стихотворений Сталина была в принципе невозможна, так как они были напечатаны в газетах 1895 года, и 18 % тиража оказалось в Финляндии и других государствах, где даже самый ловкий сотрудник из ОГПУ не мог бы их подделать. Рейфилд утверждал, что они не только подлинны, но ещё и чрезвычайно показательны: не по возрасту их автора взрослые, демонстрирующие мастерство стихосложения и вместе с тем достаточно наивные. По мнению исследователя, они дают представление о сталинском темпераменте (англ. «they give a glimmer of Stalin’s temperament») в юношеские годы. В качестве итога исследователь отмечал, что если бы инспектор духовной семинарии не обвинил Иосифа Джугашвили в том, что он читал Виктора Гюго, то «мог бы появиться поэт (пусть и разочарованный узостью аудитории в два-три миллиона говорящих [на грузинском языке])». Стихи Сталина обладают индивидуальностью и сочетают русские и грузинские поэтические традиции. Рейфилд с иронией писал, что Сталин «был меньшим варваром, чем его жертвы предпочитали считать».
Дональд Рейфилд в книге «Сталин и его подручные» отмечал, что «лишь немногие диктаторы так умело, как Сталин, манипулировали подвластными им поэтами». В отношении стихотворений самого Сталина он писал, что они «весьма бесхитростно и беззаботно раскрывают его мысли». В этих стихах он находил символы «депрессии и болезненной мнительности», каковыми считал образы луны и яда. Рейфилд подметил некоторые особенности юношеской поэзии Сталина:
- используемые в его стихотворениях глаголы указывают на склонность автора к насилию: «вешать, разить, схватить, вырвать»;
- в стихотворениях прослеживается вертикальная перспектива — от «„ледников луны“ через „распростёртые руки“ в „ямы“». По мнению Рейфилда, она демонстрирует «метания от мании к депрессии».

Сам Сталин понимал наличие этих двух тенденций в своей поэзии. Именно поэтому, с точки зрения исследователя, он выступал против перевода стихотворений на русский язык.
Джанроберто Скарчиа затрагивал отдельные проблемы поэтического творчества Сталина в «Предисловии» к публикации его стихотворений в книге «Поэт Иосиф Сталин» (1999). Он считал стилевые предпочтения Сталина-поэта характерными для классицизма и даже неоклассицизма, как русского, так и персидского. В то же время Скарчиа отмечал и наличие в его творчестве явных элементов романтизма. Свидетельством этого исследователь называл присутствие в стихотворениях юного поэта розы и соловья, утреннего ветерка, «стереотипа жестокой судьбы», «навязчивой вероломной блудницы», «неумолимой смены дней, ночей и лет», мучительной старости, естественности разрушения существующего, яда, даваемого из зависти, и целого ряда других художественных образов. Также Скарчиа считал характерным для Сталина придерживаться банальностей и опасливо относиться к «странностям» поэзии (в этом итальянский исследователь видел сходство между собственным дедушкой и будущим советским диктатором). Классицизм предпочтений уже зрелого Сталина-политика Скарчиа противопоставлял авангарду более ранней советской эпохи.
Скарчиа рассказывает историю публикации стихотворений Иосифа Джугашвили в 1895—1896 годах. Как и Рейфилд, Скарчиа считает, что только три стихотворения были опубликованы в «Иверии» под рубрикой «Фельетон». Он утверждает, не ссылаясь на источники информации, что в 1899 году юный Джугашвили хотел пойти работать в редакции газеты «Квали», бросив семинарию, но, предположительно, из-за отсутствия «должной подготовки» получил отказ. С точки зрения Скарчиа, это могло нанести удар самолюбию юноши и сформировать у него негативное отношение ко «всем интеллектуалам». Скарчиа краток в анализе стихотворений и не берёт на себя ответственность самому оценить их художественные достоинства: «Сталин пишет стихи только в детстве, как и все в этом мире, или почти все. В основном в подростковом возрасте. И не так уж плохо, говорят эксперты, с точки зрения чувства аллитерации и ритма».
Саймон Себаг-Монтефиоре подробно анализировал стихотворения Сталина и его роль в цензуре советской поэзии. Он заявлял в книге «Сталин. Двор Красного монарха»: «как Николай I был [цензором] для Пушкина, так и Сталин — для всех его писателей». По утверждению исследователя, самым любимым поэтом Сталина был Демьян Бедный. Причину его опалы он видел в том, что поэт стал раздражать Сталина: засыпал его жалобами, писал длинные письма, отказывался принимать критику, «устраивал пьяные выходки в Кремле». Диктатор поощрял творчество Сергея Михалкова и рекомендовал одно из его детских стихотворения напечатать в партийной газете «Правда».
Доктор философии по истории Роберт Такер уделил некоторое внимание стихам Сталина в двухтомнике «Сталин. История и личность». Он считал, что в стихах юного семинариста отразились его «обидчивый характер» и неспособность воспринимать шутку в свой адрес. В самих стихах наиболее примечательной является, по мнению Такера, тема великой «надежды», а также растущее честолюбие и страстное желание автором славы.
Доцент кафедры европейских исследований Амстердамского университета, доктор философии Эрик ван Ри в статье в научном журнале «Критика» (2010) писал, что во время учёбы в семинарии Иосиф Джугашвили познакомился с концепцией просвещения на благо человечества. Ещё больше эта идея овладела его сознанием, когда он в период обучения в семинарии увлёкся революционной деятельностью. С точки зрения ван Ри, Джугашвили поставил перед собой цель стать настоящим интеллигентом. Главный редактор газеты «Иверия» Илья Чавчавадзе также главной задачей считал просвещение грузинского народа интеллектуальной элитой. Стихотворения Иосифа Джугашвили 1895 года, опубликованные в «Иверии», с точки зрения автора статьи, дают представление о самоидентификации Сталина в это время как просветителя. Основная метафора его стихотворений — свет, рассеивающий тьму. Первое стихотворение воспевает приход утра и заканчивается советом грузинам учиться, чтобы «принести радость своей родине». Во втором поэт простирает руки к луне, «дарящей свет Земле», которая, как он надеется, «рассеет облачный туман». Играющий на лютне пророк, распространяет мелодии «подобно лучам солнечного света». Этот пророк изрекает «саму истину» голосом, который «озарил умы многих людей, поверженных в кромешную тьму». Эрик ван Ри отмечал, что в этом стихотворении можно обнаружить страх, что простой народ не откликнется на просвещение — он ставит перед певцом сосуд, наполненный ядом, и заставляет его выпить, утверждая: «Нам не нужна ни твоя правда, ни твои небесные напевы!»
Кандидат исторических наук Ольга Эдельман писала, что, по мнению Альфреда Рибера, молодой Сталин противопоставлял себя интеллигенции, подчёркивая свою близость к пролетариату (проявлялось это, в том числе, и в одежде). Напротив, Эрик ван Ри считал, что будущий диктатор претендовал не на принадлежность к пролетариату, а на положение одного из «партийцев-интеллигентов», «ведущего рабочую массу к революции». Обосновывая этот тезис, ван Ри как раз и выявлял влияние просветительских идей в стихотворениях Иосифа Джугашвили.
Доктор философии Стивен Коткин уделил некоторое место стихотворениям Сталина в двухтомной биографии диктатора, вышедшей в 2014 году. Среди различных тем, раскрытых в них, исследователь особо отмечает изображение контраста между насилием (в природе и обществе) и нежностью (птиц и музыки), а также образ странствующего поэта, отравленного собственным народом. По утверждению Коткина, Джугашвили пришлось скрывать от «обрусевших руководителей семинарии» высокую оценку своих стихотворений на грузинском языке.
Профессор Рональд Григор Суни отмечал, что газета «Иверия», в которой Сталин публиковал свои стихотворения, впоследствии была закрыта за ведение «вредной пропаганды, направленной… против русской власти на Кавказе, против русского языка и вообще против русского влияния в любой форме и в любой сфере». В такой атмосфере сам поступок юноши, который пишет стихи на родном языке и отправляет их в национальную газету, был вызовом русификаторской политике царизма и подтверждением близости к ценностям грузинской интеллектуальной элиты. Переход же в «Квали», по мнению Суни, не означал перехода от национализма к социализму, так как эту газету в 1896 году ещё не отождествляли с марксистами. Оценивая сам факт публикаций, исследователь отмечал: «Сын сапожника смело вошёл в литературный мир, движимый честолюбием, нетерпением и верой в свои способности. Он был полон решимости выделиться и добиться успеха в этой незнакомой сфере». Поэзия стала инструментом, который он использовал, чтобы вырваться из общественной среды, к которой принадлежал от рождения.

## Стихотворения Сталина в культуре

### Обсуждение в прессе авторства Сталина в отношении стихотворения «Послушник»

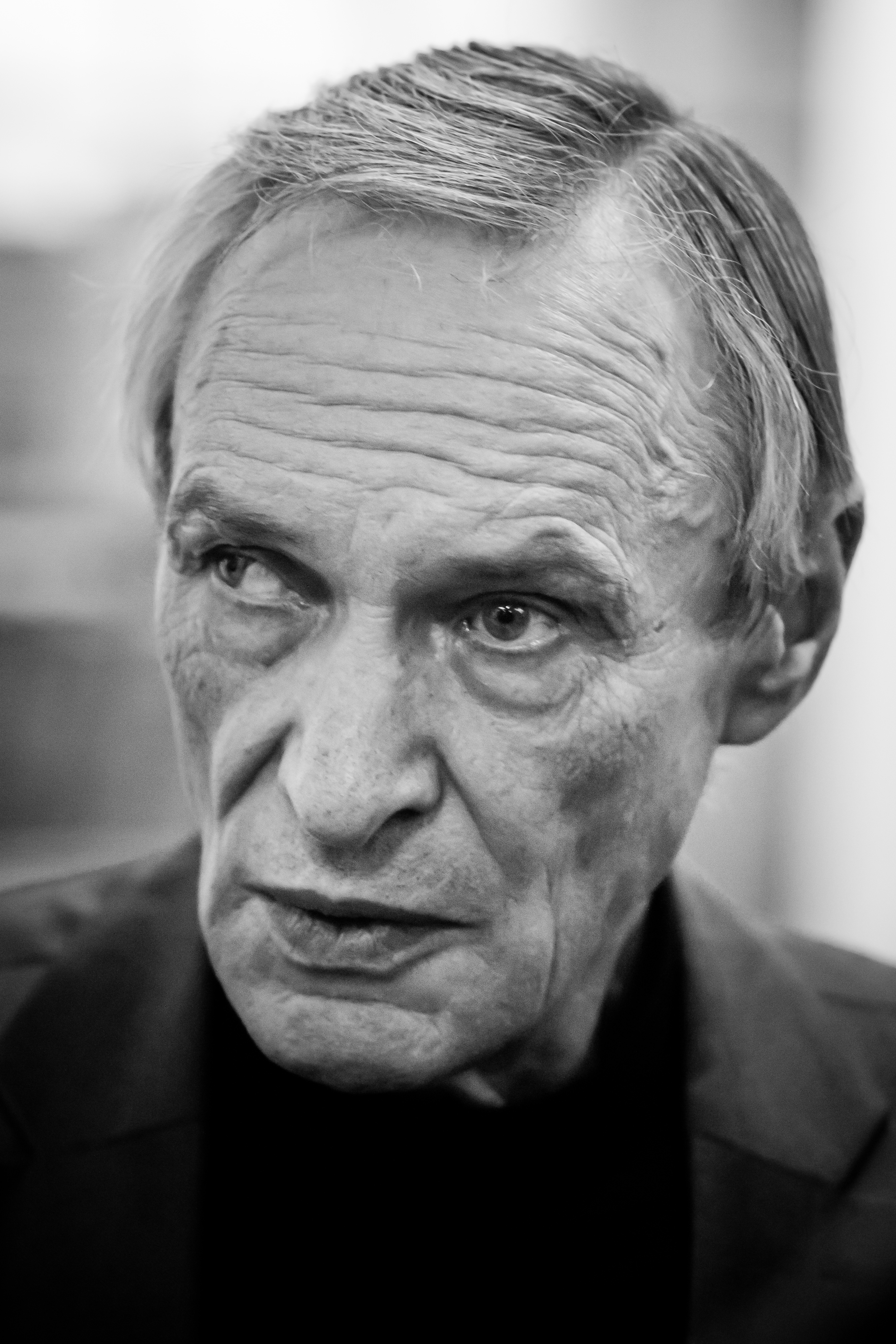
Лев Котюков в 2013 году

Заслуженный работник культуры Российской Федерации Лев Котюков в небольшой статье «Забытый поэт Иосиф Сталин» (2002) без ссылки на источники сообщал, что найден образец позднего поэтического творчества Сталина — стихотворение «Послушник». Черновой перевод с грузинского этого стихотворения относится приблизительно к 1952 году. В нём, по мнению Котюкова, отражено «как бы космическое восприятие истории, не как частное земное событие — (победа над фашизмом), а как Вселенский процесс, как нечто большее, что вмешивается в происходящее».
Заслуженный журналист Украины Руслан Мармазов подробно рассказывал об обнаружении стихотворения «Послушник». Бывший глава Центра общественных связей Федеральной службы безопасности Российской Федерации, полковник в отставке Василий Ставицкий нашёл его, когда работал с личным делом Сталина. Стихотворение было написано за несколько месяцев до смерти автора. Ставицкий считал, что в нём Сталин подводил итоги своей жизни. Мармазов так оценивал впечатление, которое испытал от стихотворения: «Грандиозно, просто грандиозно». Василий Ставицкий утверждал, что испытывал искушение забрать его из личного дела диктатора. В настоящее время, как утверждает политик Сергей Бабурин, личное дело Сталина находится в США, куда оно было отправлено «в совсем недавнем прошлом новейшей российской истории».
По мнению кандидата филологических наук Юрия Высокова, в случае со стихотворением «Послушник» присутствует желание «приписать» Сталину веру в руководство его действиями некоей высшей силой. С точки зрения исследователя, в этом прослеживается тенденция «определённых элитных советских и постсоветских групп, спецслужбистских в том числе… трактовать образ Сталина, превращая Сталина из революционера во врага революционеров и чуть ли не в реставратора царской империи». Свидетельством этого, с его точки зрения, является выполнение «перевода» стихотворения диктатора бывшим контрразведчиком Василием Ставицким. Отмечал Высоков и явные различия между поэтическим стилем, известным по опубликованным стихам Сталина, и этим стихотворением. Ещё более подозрительным он считал утверждение, что стихотворение было якобы написано на грузинском языке. Светлана Аллилуева, мемуаристы и исследователи единодушны во мнении, что к старости Сталин забывал грузинский язык. Он не писал на нём, а читал и говорил с трудом. Вывод Юрия Высокова: «полностью отвергнуть версию, согласно которой это стихотворение написано Сталиным, нельзя. Но эту версию надо признать крайне маловероятной».

### Стихотворения Сталина в публицистике
Юрий Высоков отмечал в статье «Творчество Сталина» (2018), что документальные свидетельства о поэтическом творчестве Сталина соседствуют с различными мифами. Он относил поэтическое творчество Сталина к периоду с середины 1890-х по 1930-е годы. Важными в анализе поэтического творчества Сталина Высоков считал несколько факторов: 
- субъективность отношения к поэтическому творчеству Сталина определяется отношением к нему как к политику. В эпоху самого Сталина его восхваление гениальности и разносторонности носило «холуйски-гротескный характер». В эпоху Михаила Горбачёва и Бориса Ельцина Сталин оценивался как «безграмотный серый недоучка-семинарист»;
- Сталин проявлял себя в поэтическом творчестве в короткий промежуток времени — перед тем, как стал профессиональным революционером. Поздние проявления интереса к поэзии были эпизодическими и не становились предметом рассмотрения. Важной была позиция самого Сталина. Он, например, не хотел, чтобы его роль в улучшении переводов поэмы Шота Руставели «Витязь в тигровой шкуре» обсуждалась или хотя бы признавалась[173];
- в юности Иосиф Джугашвили писал стихи на грузинском языке. Он мало известен филологам. К тому же грузинские интеллектуалы отрицательно относились к Сталину за его пророссийскую политику, репрессии и недостаточное покровительство грузинской культуре[173]. Борис Илизаров, однако, писал, что стихи молодого Сталина ценились передовой грузинской интеллигенцией до революции[65];
- стихов Сталина мало, поэтому и объективная оценка их художественных достоинств трудна. Революционная эпоха отвлекла население Грузии и всей Российской империи от национальных культурных инноваций.

Высоков сообщал некоторые данные о публикации стихотворений Сталина. Так, он писал, что друг юности Сталина по Тифлисской духовной семинарии Пётр Капанадзе вспоминал, что Иосиф Джугашвили сочинял стихотворения во втором классе семинарии, когда ему было 16 лет. Пётр Капанадзе утверждал, что отдать для публикации в печати стихи Сталина побудили его друзья. Высоков писал, что существует утверждение: Чавчавадзе отказался печатать стихотворение «Старец Ниника» и даже советовал после его прочтения Джугашвили прекратить сочинение стихов.
Сам Высоков считал стихи Сталина «высокопрофессиональными и талантливыми». Он утверждал, что специалисты (правда, по имени он их не называет) обнаружили в них влияние грузинской, русской, персидской и византийской поэзии. В своих стихах Джугашвили прославляет родную Грузию, пишет о тяжёлой участи крестьян и заявляет «о своей вере в восстание несправедливо угнетённых», о жизни поэта и героя в народной памяти. К достоинствам его стихов Высоков относит: богатый образный ряд, музыкальность и «насыщенность образными эпитетами», драматичность развития лирического сюжета. В целом он прослеживал эволюцию творчества молодого поэта от «почвенничества к марксизму». Высоков считал, что в стихах Сталина присутствуют также библейские аллюзии: в сталинском стихотворении присутствует чаша, явно соответствующая эпизоду молитвы Христа в Гефсиманском саду, и мученичеству, принятому за человечество Христом.
Юрий Высоков отмечал богатство образного ряда стихотворения «К Р. Эристави», его музыкальность, а также драматизм сюжета: двум «спокойным» четверостишьям приходят на смену «угрожающе-напряжённые» строки. Вновь следует затишье, а затем следует новый всплеск эмоций. Образный ряд этого стихотворения Высоков сравнивал с произведениями поэтов-романтиков XIX века, особенно близким он считал его лермонтовскому «Мцыри». Юрий Высоков упоминал некую роль Сталина в «улучшении» переводов поэмы Шота Руставели. В стихотворении он обращал внимание на упоминание горы Мтацминды, где были похоронены национальные герои Грузии. Он считал, что в этом могли отразиться впечатления Иосифа Джугашвили от казни в 1892 году двух убийц князя Амилахвари, который надругался над невестой одного из них. Джугашвили присутствовал на казни и, по мнению Высокова, в стихотворении выражал «уверенность в грядущем справедливом историческом воздаянии» за мучения всех угнетённых и в будущем признании всех тех, кто уже сейчас начал борьбу против несправедливости.
Юрий Высоков включал в круг чтения юного Иосифа Джугашвили книги Ильи Чавчавадзе, Важи-Пшавелы, отстаивавших самобытность Грузии, а также стихотворений Александра Пушкина, Михаила Лермонтова (в первую очередь — их стихи и поэмы о Кавказе), например, экспрессия в ранних стихах Сталина напоминает исследователю «Мцыри», и Николая Некрасова (с его стихами и стихотворением Лермонтова «Пророк» перекликается стихотворение Джугашвили о гонимом пророке), а также некоторых других русских поэтов. Юрий Высоков ошибочно писал, что пять стихотворений в газете «Иверия» были опубликованы под псевдонимом «И. Дж-швили».
Комментируя псевдоним «Сосело», под которым Джугашвили опубликовал своё стихотворение «Старец Ниника», кандидат исторических наук Вильям Похлёбкин писал, что это уменьшительное имя от «Иосиф», «эквивалентное русским – Осенька и Осечка». Автор книги охарактеризовал такой псевдоним как «без всяких претензий и выкрутас». Отдельные наблюдения он сделал над судьбой стихотворений Сталина. В частности, он обратил внимание, что если в 1939 году сообщения о публикации в дореволюционный период его жизни стихотворений Сталина были широко распространены, то в 1947 году все сведения подобного рода исключались. Как пример этой тенденции он называл публикацию в Грузии в 1948 году стихотворения «Утро» анонимно. Даже до революции его издавали с псевдонимом. Причиной же этой тенденции автор считал стремление создать из Сталина «Бога», лишив каких бы то ни было человеческих черт.
Лев Котюков в небольшой статье «Забытый поэт Иосиф Сталин» (2002) утверждал, что Иосиф Джугашвили был признан как поэт своими современниками. Эту мысль он подкреплял фактами: юноше представляли свои страницы грузинские газеты и журналы, его стихи заучивались наизусть, даже живой классик национальной литературы Илья Чавчавадзе отмечал поэтические способности Иосифа Джугашвили. В качестве причины отказа Сталина от творчества Котюков называл особенности эпохи, когда это произошло: 1890-е годы были «антипоэтическим временем» — ценились деньги, а не поэзия. Юноша понимал, что «поэтическая стезя сулит не только славу, но и унижение, — и не хотел с этим мириться».
В 2009 году в серии «Жизнь замечательных людей» вышла биография Сталина советского и российского писателя Святослава Рыбаса. В ней он приводит одно из стихотворений юноши в переводе Льва Котюкова. Сами стихи он характеризует так: «В этих строках передано для нас самое важное: то, что чувствовал будущий грозный правитель. Как видим, он был романтиком».

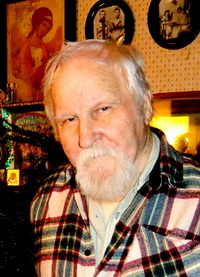
Виктор Кузнецов в 2012 году на фотографии своего сына

В статье писателя Виктора Кузнецова «Поэты Тарковский и Джугашвили» (2004), опубликованной в США в эмигрантском журнале «Вестник», приведён факт, что в 1949 году по инициативе Лаврентия Берии была предпринята попытка издать стихи Сталина к его 70-летию на русском языке. Кузнецов называл даже количество стихотворений Сталина для перевода Тарковским — 22 (из них он якобы перевёл только два с половиной). Срок, который был дан на работу по переводу поэту Арсению Тарковскому, Кузнецов определял как 6—7 месяцев. Кузнецов писал, что поэт получал заказ на перевод от главного редактора партийной газеты «Правда» Петра Поспелова во время банкета в Кремле. Поспелов не принял возражений Тарковского, что в процессе перевода можно передать только около 75 % оригинала и переводчик просто боится добавлять «отсебятину». Стихотворения Сталина на грузинском языке были набраны золотом на атласной бумаге грузинскими и русскими буквами. К ним прилагались «подстрочные переводы с обширными справками о значениях и оттенках каждого слова…». Спустя некоторое время, ещё до истечения установленного срока, во время второй встречи с Тарковским в Кремле Поспелов отменил свой заказ, сославшись на волю Сталина и обосновав её личной скромностью вождя. К этому времени поэт успел перевести только семь стихотворений, за которые получил полагающийся гонорар. В 70-летний юбилей газете «Известия» были, однако, напечатаны два стихотворения в переводе Арсения Тарковского и ещё два — в переводе Павла Антокольского.
По утверждению Кузнецова, в стихах, предназначенных для перевода, отсутствовала идеология. Значительная их часть представляла собой любовные диалоги между пастухом и пастушкой, весенние пасторали, описания красоты пробуждающейся природы. Только в «Утре» можно было угадать некие патриотические чувства. Кузнецов писал, что литературный критик и популяризатор науки Даниил Далин читал подстрочники сталинских стихов. Он охарактеризовал их как «откровенно плохие стихи».
Биографы Арсения Тарковского также считают, что он перевёл 7 стихотворений, но заказ получил от некоего партийного функционера «в кабинете на Старой площади». Они писали: «опусы Сталина Арсению понравились. Это были вполне достойные стихи, с романтической окраской, с благородными порывами и нежными признаниями… Стихи юноши, влюблённого в мир».
Публицист Эдвард Радзинский в своей книге «Сталин» (1997) считал стихотворения Иосифа Джугашвили прощанием со своим прошлым («Стихи оказались его последним „прости“ маленькому Сосо») и признанием в своём одиночестве. Сами стихотворения Радзинский оценивает невысоко: «обычные юношеские грёзы о луне, цветах». Прослеживая изменение в настроениях стихов, он пишет о движении от бравурности к трагедии. По его мнению, автор «готовится к жертвенному пути», вспоминая слова «Катехизиса революционера» Сергея Нечаева: «Революционер есть человек обречённый». Согласно легенде, которую пересказывает Радзинский, Чавчавадзе напутствовал юношу на поэтическую стезю: «Следуй этой дорогой, сын мой». Радзинский также посвящает значительное место событиям, связанным с опалой Осипа Мандельштама и некоторое внимание отношению Сталина к Анне Ахматовой и её стихам. Автор утверждает, что именно Сталин дал задание поэту Сергею Городецкому переписать текст либретто оперы «Жизнь за царя» Михаила Глинки и лично правил этот уже переписанный текст.
Итальянская общенациональная газета Il Sole 24 Ore поместила в 2012 году статью, посвящённую стихотворениям лидеров афганского движения Талибан, в которой упоминалось поэтическое творчество Сталина, его высокая оценка Чавчавадзе и любовь будущего диктатора к «Витязю в тигровой шкуре». В качестве иллюстрации было размещено одно из стихотворений Сталина в итальянском переводе. Близкая по структуре статья была опубликована в американском журнале Foreign Policy в 2011 году, где было приведено стихотворение Сталина «Утро» в переводе на английский язык и анализировалось литературное творчество диктаторов XX века.

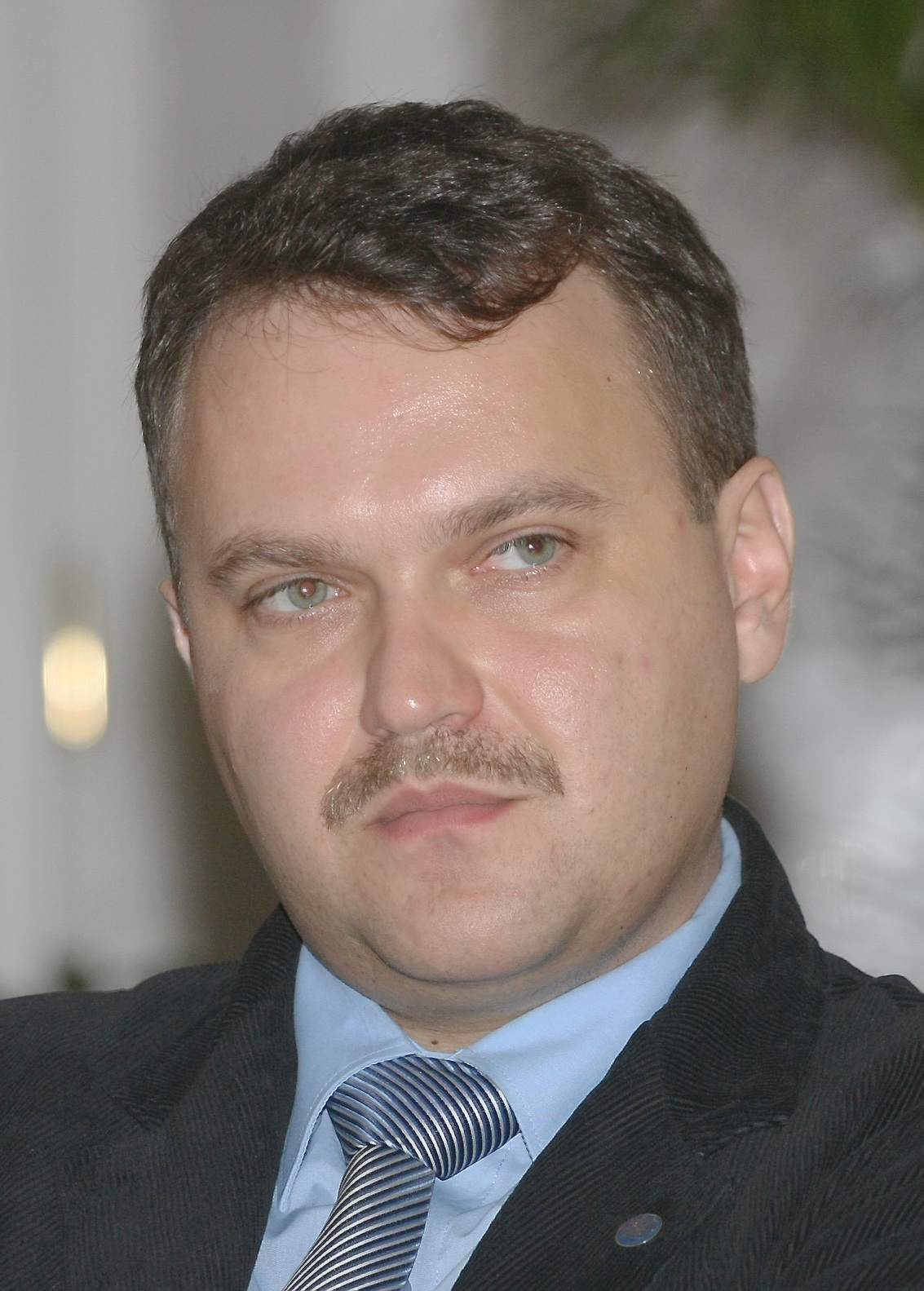
Сергей Кормилицын в 2015 году

Кандидат исторических наук, докторант кафедры новой и новейшей истории исторического факультета СПбГУ Сергей Кормилицын в книге «Сталин против Гитлера. Поэт против художника», предназначенной для широкой читательской аудитории, рассказывает о стихотворениях Сталина и приводит их в переводе Льва Котюкова и неизвестного переводчика. При изложении автор опирается на публикации в прессе, книгу Саймона Себага-Монтефиоре, научно-популярные издания, а также на материалы интернет-сайтов. «Ходил он от дома к дому…» Кормилицын, не указывая мотивов своего мнения, называет первым опубликованным стихотворением («первым известным нам текстом») юного автора. Также он утверждает, что все стихотворения были подписаны «Сосело». Саму публикацию в газетах автор книги называет «глубоко светским поступком» и важной для самооценки будущего диктатора.
Автор книги об увлечении диктаторов XX века искусством Франческо Беннардо отмечал, что в Грузии 1890-х годов значительная часть населения была неграмотна, серьёзной проблемой для общества была преступность, поэтому юный поэт должен был понимать, что, даже если его ожидает слава в будущем, сейчас он столкнётся с насмешками или безразличием. Возникает вопрос, почему тогда он принялся пусть и на короткий срок за поэтическое творчество. Сам Беннардо предполагал, что соединились романтический бунт и националистические мотивы, кроме этого, он допускал правильность и точки зрения кандидата наук в области социальной истории Эрика Фищука де Оливейры, который утверждал, что причиной является историческая традиция. В прошлом даже научные трактаты должны были быть написаны стихами. Западная Европа утратила эту традицию под влиянием духа прагматизма, но в России «она оставалась в моде гораздо дольше». В поэзии отметились царь Иван Грозный, физик Михаил Ломоносов, дипломат Александр Грибоедов... Сталин, с точки зрения Эрика Фищука, стал продолжателем этой традиции, «крайне положительно воспринимавшейся окружающим его обществом». Бразильский историк даже упоминал строку Евгения Евтушенко «поэт в России больше, чем поэт» и комментировал эту цитату так: «умение писать стихи часто указывает на склонность к известной остроте мысли… поэтическое произведение содержит более концентрированную мысль, чем проза, поэтому умение „поэтизировать“ является даром, который получают немногие».
По мнению Джанроберто Скарчиа, которое поддерживает Беннардо, Сталин писал в «удивительно консервативном стиле» неоклассики, воспроизводя романтические образы и пейзажи, навязчивые стереотипы (неумолимое течение времени, бедствия старости, вероломство изменчивой толпы и другие) и упиваясь фигурой поэта-бунтаря, тоскующего по золотому веку, в котором жил простой и искренний человек. Впоследствии эти предпочтения диктатора воплотятся в соцреализме. Итальянский исследователь отмечал практически полное отсутствие явных политических образов в лирике будущего диктатора, а также с иронией называл его предтечей русского акмеизма, который отвергнет одновременно помпезный академизм и символизм. Он также делал замечание к стихотворениям китайского и советского диктаторов: «Возможно, психологический корень неукротимого реализма, даже литературного, людей вроде Сталина и Мао состоит именно в умении держать на расстоянии ту самую реальность, в которую они кажутся погружёнными». В отличие от Сталина Мао впоследствии более терпимо относился к современной поэзии. Итальянский исследователь отмечал редкость политических образов в лирике будущего советского диктатора.
К истокам вдохновения юного Джугашвили Беннардо относил стихи Рафаэла Эристави, песню «Сулико» и поэму «Витязь в тигровой шкуре» (Сталин искал встречи с её переводчиком Шалвой Нуцубидзе, добиваясь исправления ряда фрагментов перевода, чтобы восстановить проигнорированные в переводе особенности оригинала).

### В художественной литературе
Доктор исторических и доктор философских наук Дмитрий Волкогонов предваряет свой двухтомник «Триумф и трагедия. Политический портрет И. В. Сталина» литературным отступлением. Действие вымышленного автором книги эпизода происходит в сибирской ссылке. «Однажды, когда вьюга сотрясала избушку», Сталин по памяти неторопливо начинает читать вполголоса своё юношеское стихотворение «Когда луна своим сияньем». «Строки о его стране гор усилили тоску и вызвали какую-то смутную надежду», — рассказывает Волкогонов. Стихи Сталин шепчет, «словно молитву». В это время хозяйка пару раз заглядывает в дверной проём, удивлённо посматривая на неожиданно преобразившегося, а обычно угрюмого постояльца. Сталин, закончив стихотворение, продолжает сидеть «подле мигающей свечи», не обращая внимания на лежащую на столе раскрытую книгу. Он пристально вглядывается «в слепое, обледеневшее оконце».
Член-корреспондент Академии наук СССР Иосиф Шкловский в рассказе «Илья Чавчавадзе и „мальчик“» переносит читателей в лето 1956 года. Доклад Никиты Хрущёва о культе личности вызвал в Грузии волну возмущения, но она постепенно шла на спад. Автор рассказа прибыл в Тбилиси на пленум Комиссии по исследованию Солнца и посетил поместье Ильи Чавчавадзе, где находился его мемориальный музей. Целую стену в нём занимала написанная маслом на холсте картина. На ней были изображены Илья Чавчавадзе, привставший за письменным столом навстречу необычайно гордой и заносчивой фигуре юного Иосифа Джугашвили. Указывая на картину, экскурсовод заявил, что Сталин был единственным юношей, стихи которого опубликовал Чавчавадзе. Много лет спустя Шкловский, по его словам, прочитал в «одном из неопубликованных писем Чавчавадзе», что стихи юноши ему не понравились из-за их бездарности. Об этом он якобы сказал Джугашвили в лицо и посоветовал заниматься политикой вместо поэзии.

### Сталин-поэт в изобразительном искусстве

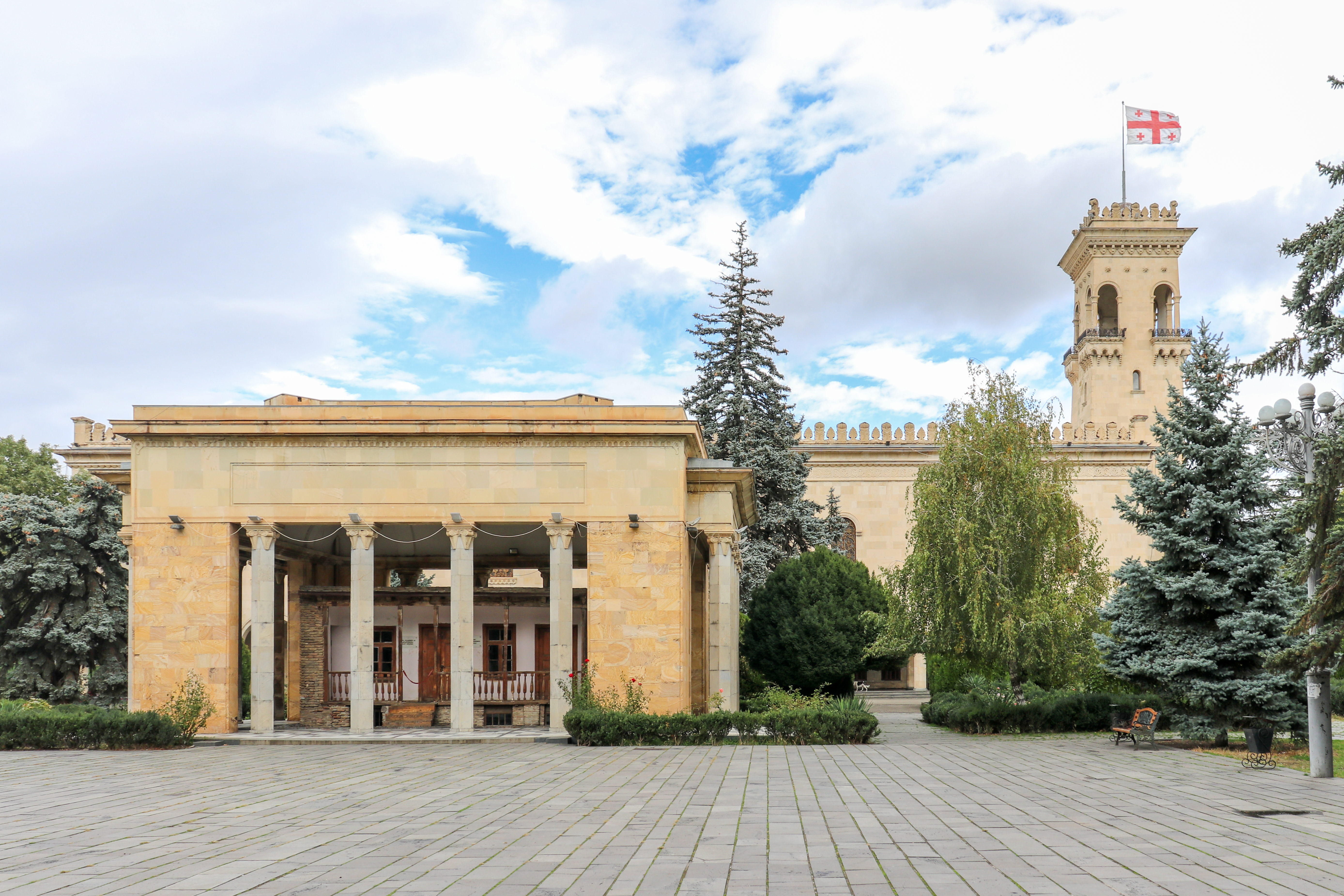
Государственный музей Сталина в Гори, 2022

В Мемориальном музее Сталина в Гори находятся две картины на тему увлечения Иосифом Джугашвили поэзией. На картине «Сосо Джугашвили с Ильёй Чавчавадзе в редакции газеты „Иверия“» народного художника СССР Учи Джапаридзе изображена сцена в кабинете главного редактора газеты «Иверия». Юный поэт, стоя у письменного стола редактора лицом к зрителю, с улыбкой читает свои стихотворения. За его спиной художник изобразил заполненный книгами большой книжный шкаф, а справа от него ярко-алая драпировка открывает дорогу в коридор. Илья Чавчавадзе откинулся на спинку стула и держит в правой руке сигарету, его одобрительный взгляд направлен на Джугашвили. За спиной у него на стене висит портрет Шота Руставели.
Вторая картина принадлежит кисти художника Петра Алваридзе. Она носит название «Сосо Джугашвили с товарищами на Горийской крепости. 1892 г.» На ней изображён в тени дерева вдохновенный тринадцатилетний мальчик с раскрытой книгой на коленях в окружении сверстников, пристальные взгляды которых прикованы к нему. Главный герой уже не смотрит в книгу. Он сам готов выступить перед затаившими дыхание товарищами. На заднем плане изображён город Гори. Вдали открывается вид на средневековую цитадель.